# Windhoek
Windhoek ['vɪnthʊk] (anhörenⓘ), in amtlichem Deutsch und von 1903 bis 1918 Windhuk, ist die Hauptstadt Namibias und das wirtschaftliche und politische Zentrum des Landes.
Die Stadt liegt im Windhoeker Becken, dem annähernd geographischen Mittelpunkt des Landes, eingefasst zwischen den Erosbergen im Nordosten, den Auasbergen im Süden und dem Khomashochland im Westen. 1840 wurde Windhoek erstmals urkundlich erwähnt und 1890 als moderne Stadt gegründet. Windhoek hatte im Jahr 2023, bei der letzten Volkszählung, 486.000 Einwohner.

## Stadtnamen
Der Name Windhoek ist Afrikaans und leitet sich von „Windecke“ oder „windige Ecke“ ab; der Khoekhoegowab-Name ǀAe-ǁGamsKlicklaut bedeutet etwa so viel wie „Heiße Quelle“, was auf die einstigen Thermalquellen der Region hindeutet. Auch der Otjiherero-Name der Stadt, Otjomuise, bedeutet „Ort des Dampfes“. Weitere ehemalige Namen der Stadt sind Queen Adelaide’s Bath (durch Sir James Edward Alexander), Barmen (durch Carl Hugo Hahn der Rheinischen Missionsgesellschaft), Concordiaville (laut Joseph Tindall der Wesleyanischen Mission) und Wind Hoock (Jan Jonker Afrikaner).
Zu Beginn der deutschen Kolonialzeit waren für die Stadt die Schreibweisen Windhuk wie auch Windhoek gleichermaßen gebräuchlich. Durch den von Theodor Leutwein mit Wirkung vom 14. Mai 1903 erlassenen Gouvernementsbefehl wurde als einziger amtlicher Name der Stadt Windhuk bestimmt. 1918 wurde der amtliche Stadtname in Windhoek geändert, während Deutsch weiterhin eine Amtssprache des Landes blieb. Im deutschen Sprachgebrauch außerhalb Namibias wird dennoch auch weiterhin die Schreibweise Windhuk verwendet. Sie ist offizielle Schreibweise des Auswärtigen Amtes.

## Geographie

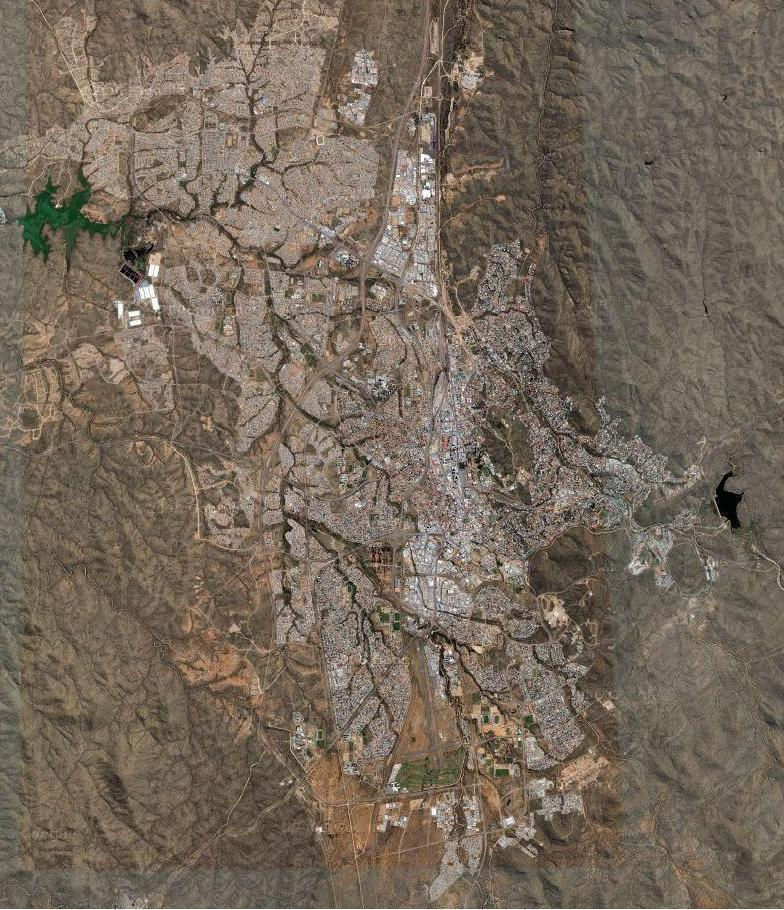
Satellitenbild von Windhoek

Das Windhoeker Becken (englisch Windhoek basin) ist ein teilweise hügeliges Talbecken innerhalb des Khomashochlandes, welches seinerseits zur Großen Randstufe gehört. Das Windhoeker Becken liegt etwa zwischen 1625 m und 1725 m Höhe und steigt an manchen seiner Ränder auf bis zu 1800 m an. Es wird von allen Seiten durch Gebirgszüge umschlossen, die sich lediglich im Norden teilweise öffnen, wie etwa entlang des Klein-Windhoek-Rivier Richtung Brakwater. Die Erosberge im Osten und die Auasberge im Süden der Stadt bilden jeweils eine auf rund 2000 m Höhe liegende Kammlinie; andere markante Erhebungen sind der Nubuamisberg im Norden und der Grossherzog-Friedrich-Berg im Südwesten der Stadt. Diese Topographie stellt eine natürliche Begrenzung für die weitere Stadtentwicklung dar, da für Industrie und Sportstätten notwendige flache Baugrundstücke rar geworden sind und die in jüngerer Zeit entstandenen Wohnviertel bereits an steilere Berghänge heranreichen.
Der Klein-Windhoek-Rivier, der in seinem Oberlauf durch den Avis-Damm gestaut wird, durchquert das östliche Stadtgebiet von Süd nach Nord. Der Südwesten der Stadt wird von Windhoeks längstem Fluss, dem Arebbusch Rivier, und dem, in ihn mündenden, Gammams durchzogen, welche beide den Goreangab-Stausee im Nordwesten der Stadt speisen. Westlich von Windhoek liegt der rund 40 km² große Daan-Viljoen-Wildpark.

### Klima
Wie weite Teile Namibias hat Windhoek ein arides Klima. Vor allem aufgrund der für Windhoek namensgebenden Winde wird dieses Klima insbesondere während der Wintermonate April bis September als angenehm empfunden.
Die Regensaison 2010/11 war mit stellenweise mehr als 1.100 Millimetern Niederschlag die feuchteste in der 120-jährigen Geschichte der namibischen Klimaaufzeichnungen.
|                       | Jan  | Feb  | Mär  | Apr  | Mai  | Jun  | Jul  | Aug  | Sep  | Okt  | Nov  | Dez  |   |       |
| Mittl. Tagesmax. (°C) | 30,5 | 29,1 | 27,9 | 26,2 | 23,7 | 21,0 | 21,3 | 23,9 | 27,6 | 29,7 | 30,4 | 31,6 | ⌀ | 26,9  |
| Mittl. Tagesmin. (°C) | 17,8 | 17,2 | 16,1 | 13,2 | 10,0 | 7,1  | 7,0  | 9,0  | 12,6 | 15,0 | 16,2 | 17,3 | ⌀ | 13,2  |
|                       |      |      |      |      |      |      |      |      |      |      |      |      |   |       |
| Niederschlag (mm)     | 91,3 | 87,0 | 69,5 | 32,3 | 6,2  | 1,2  | 0,4  | 0,8  | 3,8  | 11,4 | 25,7 | 33,2 | Σ | 362,8 |
|                       |      |      |      |      |      |      |      |      |      |      |      |      |   |       |
| Luftfeuchtigkeit (%)  | 45   | 53   | 58   | 54   | 45   | 43   | 38   | 30   | 26   | 28   | 31   | 36   | ⌀ | 40,5  |

| 17,8 |

| 17,2 |

| 16,1 |

| 13,2 |

| 10,0 |

| 7,1 |

| 7,0 |

| 9,0 |

| 12,6 |

| 15,0 |

| 16,2 |

| 17,3 |

| 17,8 |

| 17,2 |

| 16,1 |

| 13,2 |

| 10,0 |

| 7,1 |

| 7,0 |

| 9,0 |

| 12,6 |

| 15,0 |

| 16,2 |

| 17,3 |

## Geschichte

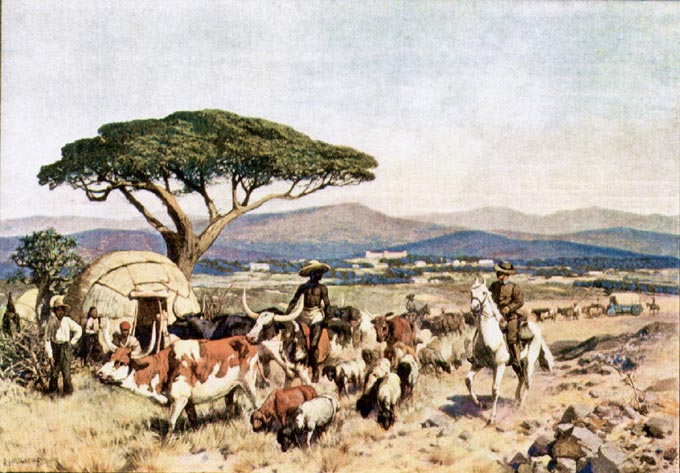
Umgebung von Windhoek zur deutschen Kolonialzeit

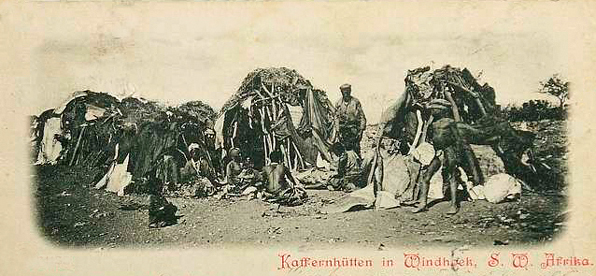
Windhoek Ende des 19. Jahrhunderts

Das Gebiet um Windhoek wurde bereits vor mehreren tausend Jahren von den San bewohnt.
Die heißen Quellen der Region Windhoek waren um die Mitte des 19. Jahrhunderts Grund für eine Siedlung der Orlam unter Jonker Afrikaner, ungefähr an der Stelle des heutigen Stadtteils Klein-Windhoek.
Während der darauffolgenden Jahre bauten die Buren, niederländische Siedler aus der Kapkolonie, eine steinerne Kirche, welche bis zu 500 Menschen fassen konnte und auch als Schule genutzt wurde. Zu dieser Zeit waren auch Carl Hugo Hahn und Franz Heinrich Kleinschmidt von der Rheinischen Missionsgesellschaft als Missionare in Windhoek tätig. Die junge Stadt begann allmählich zu florieren, wurde jedoch infolge kriegerischer Auseinandersetzungen zwischen den Nama und den Herero zerstört. Als sich Hugo Hahn 1873 entschloss, nach langer Abwesenheit Windhoek erneut zu besuchen, musste er feststellen, dass nichts von der einst gedeihenden Stadt übrig war. Ein Schweizer Botaniker notierte im Juni 1885, in Windhoek hätte er „nichts als Schakale und aufgescheuchte Perlhühner zwischen verwahrlosten Obstbäumen“ angefunden.

Curt-von-François-Denkmal in Windhoek (2023 abgebaut)

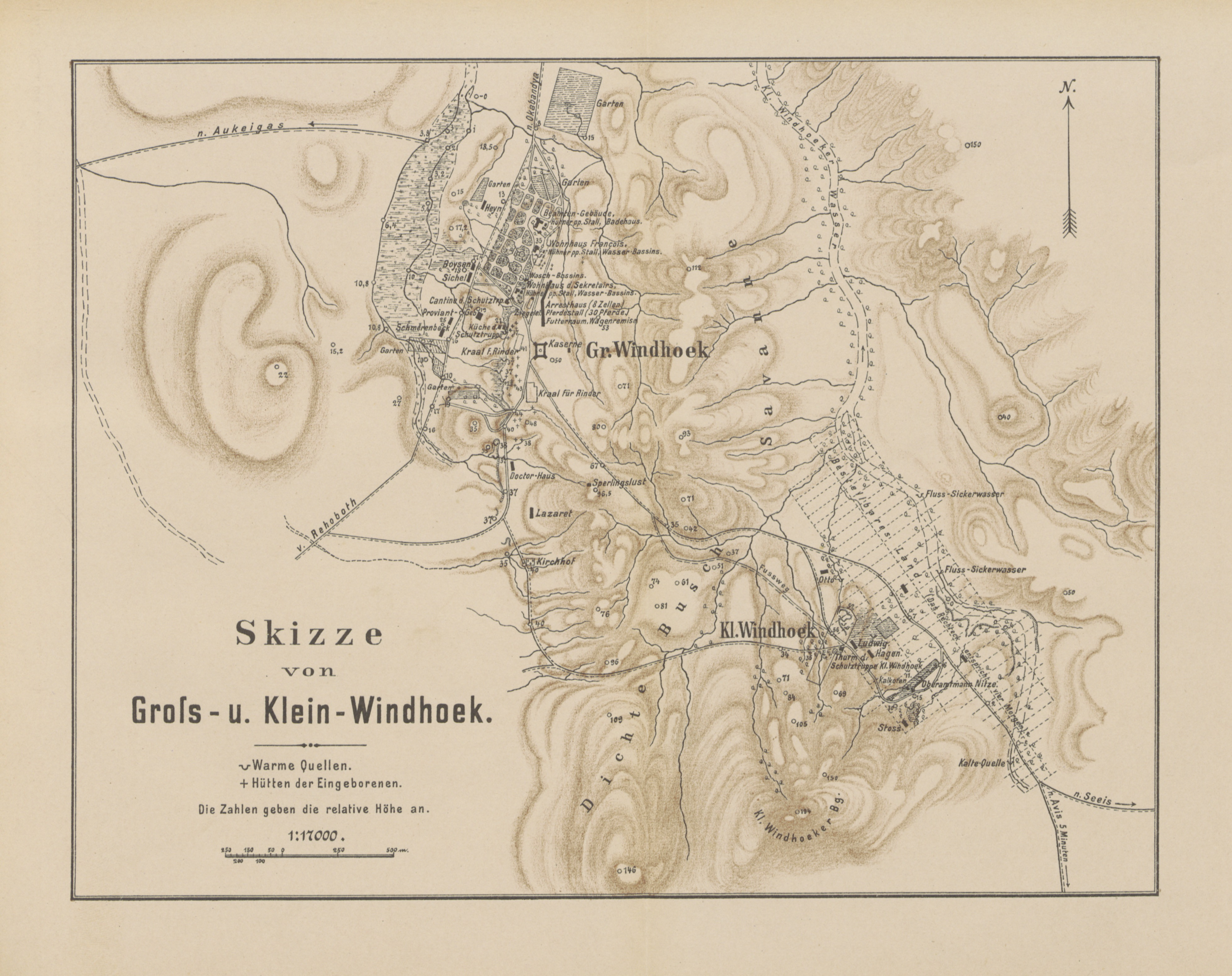
Karte von Windhoek um 1896

1878 annektierte das Vereinigte Königreich die an der Küste gelegene Walfischbucht samt Pinguininseln und verleibte diese 1884 der Kapkolonie ein, war jedoch am Hinterland nicht weiter interessiert. Aufgrund der bereits seit dem frühen 19. Jahrhundert praktizierten Arbeit der Rheinischen Missionsgesellschaft und größeren Landerwerbs durch Adolf Lüderitz (Lüderitzland) erfolgte 1884 die Ausrufung von Deutsch-Südwestafrika als sogenanntes deutsches „Schutzgebiet“. Als Verwaltungssitz der Kolonie wurde erst Otjimbingwe gewählt, aber bereits 1891 entschied Curt von François, damaliger Hauptmann der Schutztruppe, das zentraler gelegene Windhoek als neuen Verwaltungssitz aufzubauen. Windhoek galt damals auch als eine strategische Pufferzone zwischen den verfeindeten Nama und Herero, und seine Quellen sicherten außerdem die Wasserversorgung der neuen Hauptstadt.

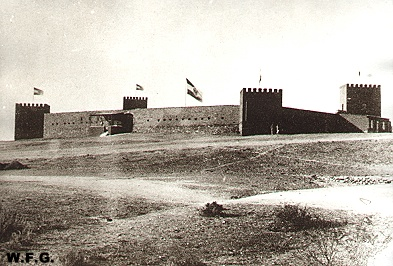
Alte Feste um 1891

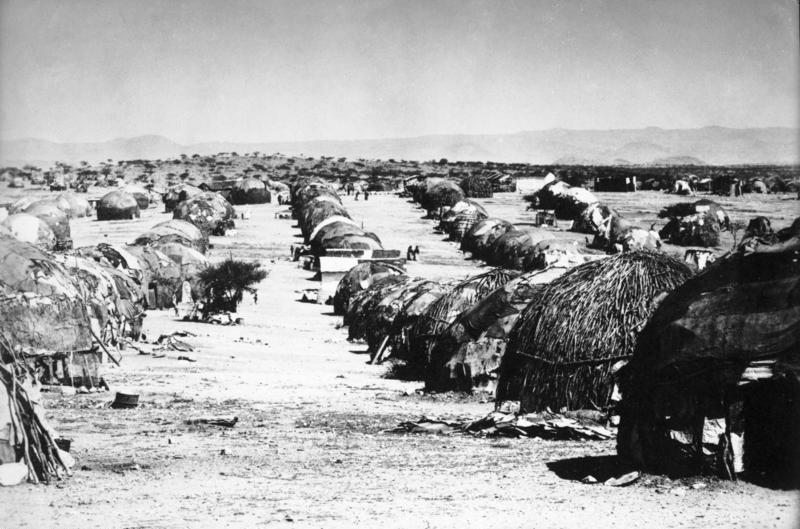
Ehemalige Alte Werft um 1906

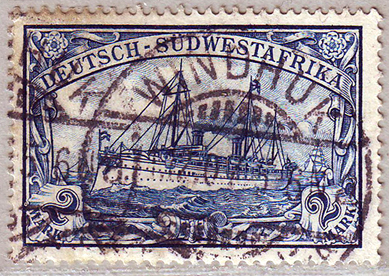
Briefmarke der Reichspost für Deutsch-Südwestafrika mit Poststempel Windhuk

Am 18. Oktober 1890 legte Curt von François mit dem Baubeginn einer Steinfestung, der heutigen Alten Feste, den Grundstein zur modernen Stadt Windhoek. Während der darauffolgenden Jahre entwickelte sich Windhoek nur langsam und es wurden lediglich nötigste Verwaltungs- und Wohngebäude errichtet. Von Anbeginn seiner Geschichte war Windhoek auch durch eine Trennung der weißen und schwarzen Bevölkerung gezeichnet; so wurde in Klein-Windhoek an weiße Siedler Farmland vergeben, die in diesem Gebiet kleine Obst- und Tabakplantagen errichteten. Ebenfalls in Klein-Windhoek – sowie dem heutigen Hochland Park – wurde Land an die einheimische Bevölkerung vergeben, die hier ihre traditionellen Siedlungen (die sogenannten Werften) errichtete. Bis 1913 wurden alle einheimischen Einwohner Windhoeks auf drei dieser Werfen zwangsumgesiedelt. Mit zunehmendem Zuzug der Landbevölkerung und verstärkter Einwanderung, hauptsächlich aus dem Deutschen Kaiserreich und aus Südafrika, wuchs die Einwohnerzahl bis 1916 auf rund 11.000 Einwohner. Entlang der damaligen Kaiserstraße (der heutigen Independence Avenue) ließen sich zahlreiche Geschäfte und Unternehmen nieder. Während dieser Zeit entstanden auch die drei vom Windhoeker Architekten Wilhelm Sander entworfenen „Windhoeker Stadt-Burgen“, namentlich die Schwerinsburg, die Heinitzburg und die Sanderburg.
Die deutsche Kolonialzeit endete in Windhoek während des Ersten Weltkrieges im Mai 1915, als südafrikanische Truppen unter britischer Flagge die Stadt einnahmen und besetzten. Über die nächsten fünf Jahre wurde Südwestafrika durch eine Militärregierung und seit 1921 durch die Mandatsverwaltung verwaltet. Anfang der 1930er Jahre erfuhren die schwarzen Vorstädte eine weitere Segregation in die einzelnen Volksstämme. Die deutsche Bevölkerung spaltete sich in politisch extreme Gruppierungen (DSWB und DAP) und wurde in der Nachkriegszeit politisch immer unbedeutender. Erst infolge der Weltwirtschaftskrise und erneut nach 1955 wurden von öffentlicher Hand zahlreiche Großprojekte verwirklicht, wie die Asphaltierung der Straßen (welche bereits 1928 begann) und die Errichtung von Dämmen und Pipelines zur Deckung des wachsenden Wasserbedarfs. Es entstanden auch eine Reihe neuer Schulen und Krankenhäuser, streng nach dem System der Rassentrennung. Viele dieser Projekte wurden durch angeworbene Arbeiter aus dem Ovamboland verwirklicht, wobei Politiker und Stadtplaner dieser Zeit erneut eine Umsiedlung der einheimischen Bevölkerung planten. Nach Absprache mit der Mandatsverwaltung für Südwestafrika und der südafrikanischen Regierung, aber ohne Absprache mit der einheimischen Bevölkerung, entschied man sich, neue Vorstädte im Nordwesten der Stadt anzulegen und alle schwarzen Einwohner erneut aus ihren Wohngebieten umzuquartieren.
Die schwarze Bevölkerung identifizierte sich damals mit ihrem Stadtteil und weigerte sich, ihre Wohnorte zu räumen. Infolgedessen kam es im Verlauf des Dezembers 1959 erst zu Demonstrationen und anschließend zu einem Boykott in der ehemaligen Alten Werft (englisch Old Location, im heutigen Stadtteil Hochland Park), dem größten Wohngebiet der Einheimischen. Die südafrikanische Polizei besetzte daraufhin den Stadtteil, wonach es am 10. Dezember 1959 zu Unruhen kam, bei denen die Polizei elf Menschen erschoss und rund 50 Menschen teilweise schwer verletzt wurden. Diese ohnehin angespannte Situation spitzte sich weiter zu, als Landeshauptmann Daniel Thomas du Plessis Viljoen verfügte, keinem der verletzten Aufständischen dürfe medizinische Hilfe erteilt werden. Obwohl schwarze Pastoren die Rheinische Mission zumindest zu einem formalen Protest gegen die Tötung von Demonstranten aufforderten, sah diese tatenlos zu; das Südwestafrikanische Rote Kreuz ließ nach der Verfügung keine Blutspenden an Verwundete zu.
Diese Ereignisse, die als Aufstand an der Alten Werft (englisch Old Location Uprising) in die Geschichte eingingen, waren ein Scheidepunkt in der Geschichte Namibias. Viele Führer wie Sam Nujoma, Moses Makue ǁGaroëb, Uatja Kaukuetu, Nathan Mbaeva, Zedekia Ngavirue, Clemence Kapuuo, David Meroro, John Ya Otto und Emil Appolus waren an ihnen beteiligt. Die Ereignisse waren ein Hauptgrund für den Willen der Bevölkerung zur Befreiung von der Fremdherrschaft und zur Unabhängigkeit des Landes. Samuel Nujoma wurde infolge des Aufstandes verhaftet und später ins Exil gezwungen. Im Verlauf des Jahres 1960 kam es zur Gründung der SWAPO.
Unmittelbar nach dem Aufstand verließen zwischen drei- und viertausend Bewohner aus Angst vor weiteren Ausschreitungen der Polizei ihre Häuser. Gewachsene Strukturen im gesellschaftlichen Leben des Stadtteils wurden zerstört, bis er 1968 endgültig geschlossen wurde. Die neue Vorstadt im Nordwesten Windhoeks wurde Katutura genannt, was übersetzt so viel heißt wie: der Ort, an dem man nicht lebt. 1961 und 1963 wurden die kleineren Werften der Stadtteile Klein Windhoek und Pokkiesdraai aufgelöst und die Apartheids-Politik der Regierung ungebrochen fortgesetzt. Khomasdal war ausschließlich für Farbige vorgesehen, und Katutura wurde weiter mit genauer Aufteilung und Trennung der einzelnen Volksstämme in Sektoren unterteilt. Bis Ende der 1980er Jahre erhielten sämtliche Regierungsgebäude und viele private Geschäfte und Unternehmen getrennte Eingänge für die verschiedenen ethnischen Gruppen.
Mit der Unabhängigkeit Namibias von Südafrika im Jahre 1990 wurde Windhoek Hauptstadt der ersten demokratisch gewählten Regierung unter Sam Nujoma. Neuer Bürgermeister der Stadt wurde der Deutschnamibier Björn von Finckenstein. Die Unabhängigkeit des Landes führte nicht nur zur Beseitigung der Apartheid-Strukturen, sondern verlieh der Stadt auch neuen Aufwind und enorme Einwohnerwachstumsraten, was ihre Entwicklung zusätzlich ankurbelte. Bürgermeister der Stadt Windhoek war von Dezember 2019 bis Dezember 2020 Fransina Kahungu, seitdem ist dies der Radikalist Job Amupanda des Affirmative Repositioning. Am 19. Januar 2023 wurde Joseph Uapingene von der National Unity Democratic Organisation of Namibia (NUDO) zum neuen Bürgermeister gewählt, der das Amt am 1. Dezember 2023 an Queen Kamati übergab.

### Einwohnerentwicklung
Der Bürgermeister Windhoeks rechnete 2009 damit, dass die Einwohnerzahl bis zum Jahr 2030 eine Million erreichen werde.
Während Windhoek in den 1980er Jahren noch 115.000 Einwohner hatte, waren es 2011 bei der Volkszählung 326.000 Einwohner, wobei ein Zuwachs von etwa 4 % bis 5 % pro Jahr in den letzten Jahren gemessen wurde. 2023 waren es bei der Volkszählung 486.169 Einwohner.

## Politik und Verwaltung
Als Hauptstadt Namibias ist Windhoek Sitz der namibischen Regierung. Zu den Regierungsgebäuden gehören unter anderem das Parlament von Namibia, bestehend aus Nationalrat und Nationalversammlung, mehrere Ministerien, zahlreiche Regierungsorganisationen und der Oberste Gerichtshof. Zu den über 50 Botschaften und Konsulaten in Windhoek gehören auch die Deutsche Botschaft Windhuk sowie das Generalkonsulat der Schweiz und das Honorarkonsulat Österreichs.
Die Stadt Windhoek wird von der Stadtverwaltung und einem Stadtrat, bestehend aus 15 Mitgliedern, regiert. Zu ihnen gehören die Stadtratsvorsitzende und der Bürgermeister.

### Erweiterung des Stadtgebietes
2012 hat das Ministerium für Wohnbau und Ländliche Entwicklung die Entscheidung gefällt, das Windhoeker Stadtgebiet auf privates Farmland in jede Richtung um etwa 50 Kilometer, das heißt etwa 4500 Quadratkilometer, auszubreiten. Diese Entscheidung traf zunächst auf massiven Widerstand bei der Stadtverwaltung und den Besitzern des Landes. Die Fläche der Stadt beträgt nach der Erweiterung 5.133,4 km². Zuvor war das Stadtgebiet 715,8 km² groß. Die Bevölkerungsdichte ging somit vom 455,6 Einwohner pro Quadratkilometer auf 62,82 zurück und liegt (Stand 2023) nun bei etwa 95 Einwohnern/km².

### Stadtteile und Bezirke

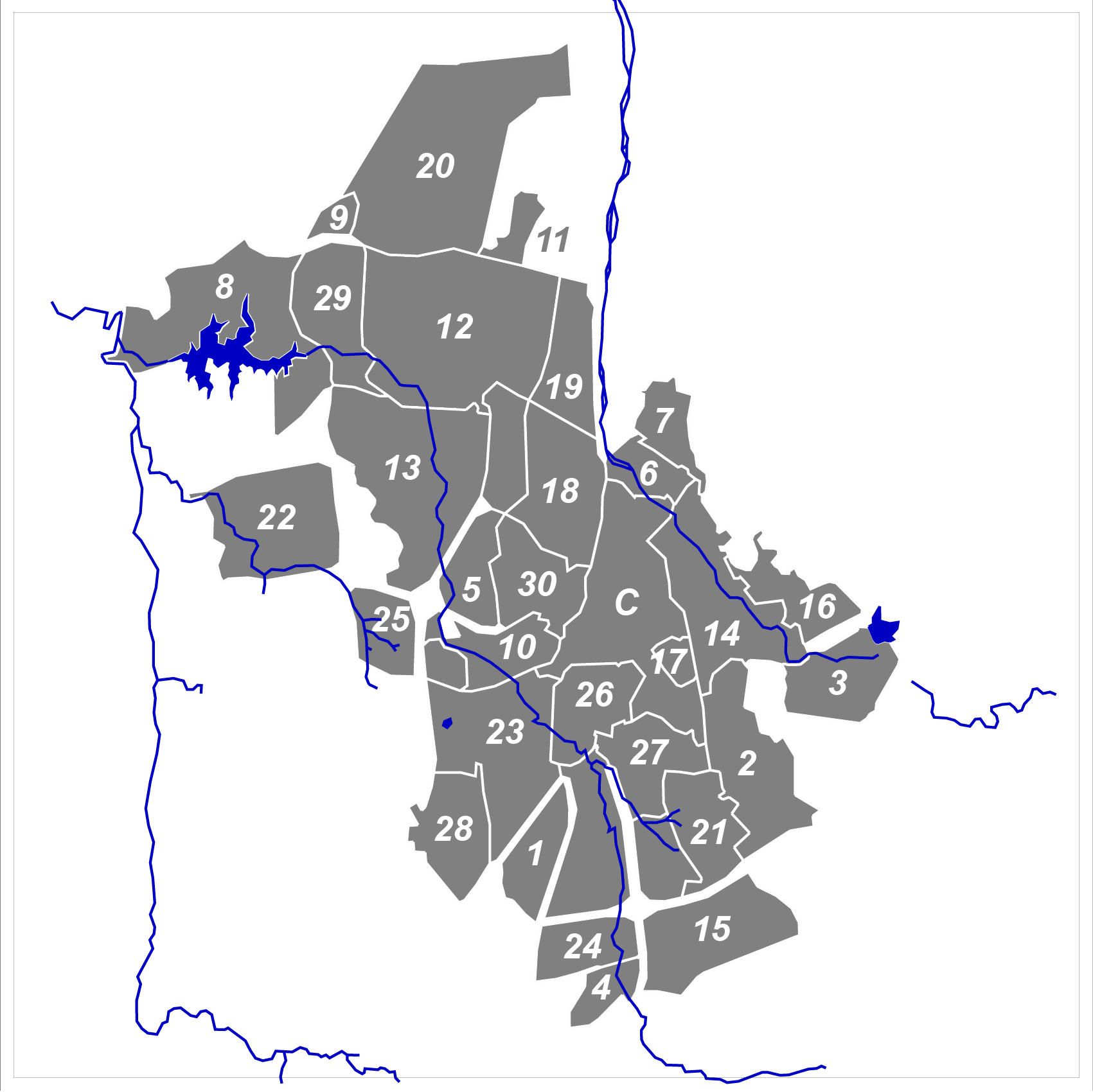
Stadtteile Windhoeks

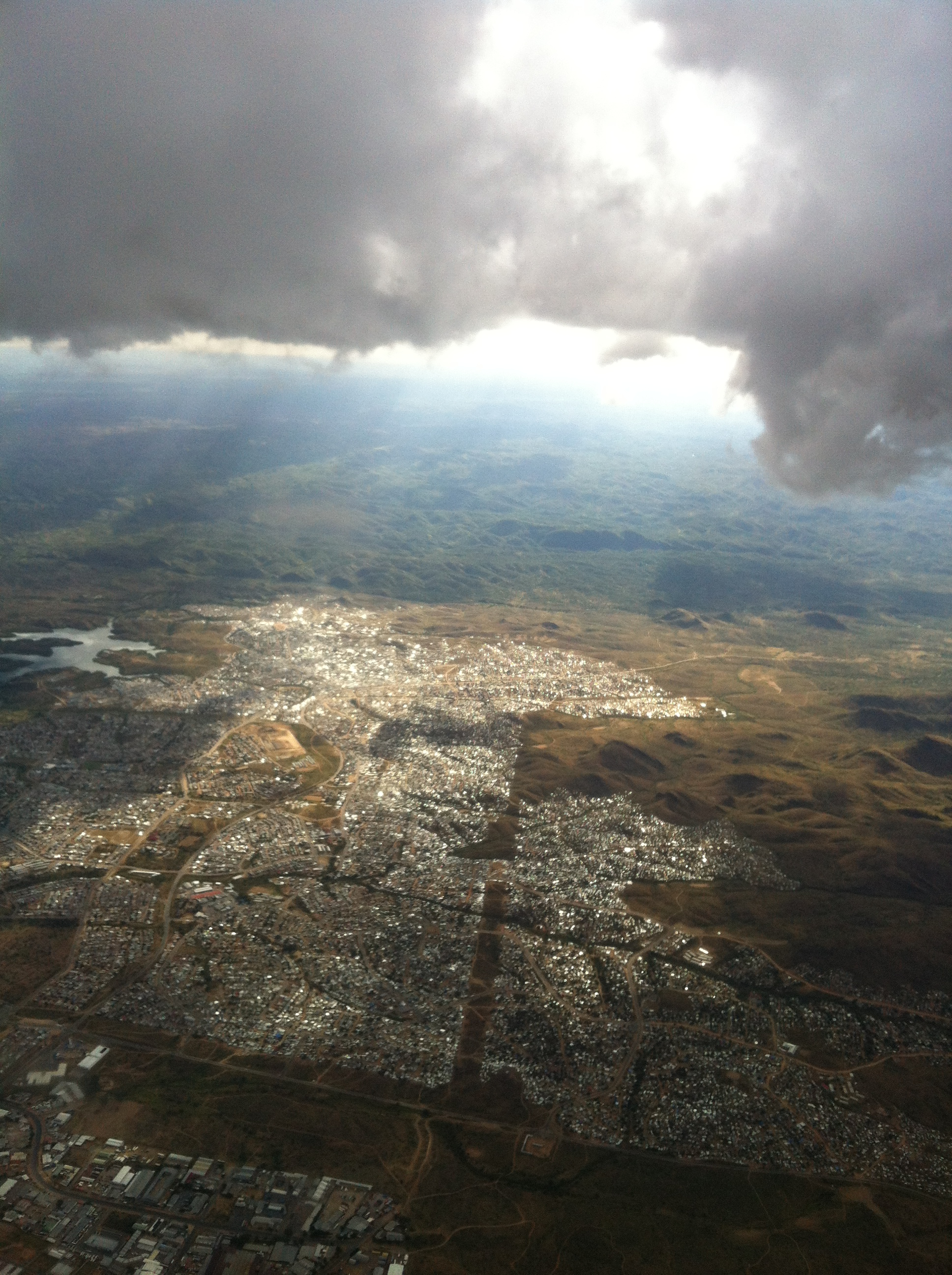
Blick auf die Stadtteile Katutura, Wanaheda und Goreangab

Windhoek besteht aus der Stadtmitte Zentral sowie weit mehr als 30 Bezirken bzw. Stadtteilen (ohne Erweiterung 2012):
1. Windhoek-Academia
2. Windhoek-Auasblick
3. Windhoek-Avis
4. Windhoek-Cimbebasia
5. Windhoek-Dorado Park
6. Windhoek-Eros
7. Windhoek-Eros Park
8. Windhoek-Goreangab
9. Windhoek-Hakahana
10. Windhoek-Hochland Park
11. Lafrenz-Industriegebiet
12. Windhoek-Katutura
13. Windhoek-Khomasdal
14. Klein-Windhoek
15. Windhoek-Kleine Kuppe
16. Windhoek-Ludwigsdorf
17. Windhoek-Luxushügel
18. Windhoek-Nord
19. Nördliches Industriegebiet
20. Windhoek-Okuryangava (inklusive Okahandja Park, Ongulumbashe, Babilon und Kilimanjaro)
21. Windhoek-Olympia
22. Windhoek-Otjomuise
23. Windhoek-Pionierspark
24. Windhoek-Prosperita
25. Windhoek-Rocky Crest
26. Südliches Industriegebiet
27. Windhoek-Suiderhof
28. Universität von Namibia
29. Windhoek-Wanaheda
30. Windhoek-West

- Brakwater
- nördlich von 8 angrenzend an 9 Windhoek-Havana (auch Big Bend genannt)
- zwischen 10 und 25 Windhoek-Tauben Glen

Am 15. April 2011 hat die Stadtverwaltung verkündet, dass in Zukunft auch Omeya, ein 30 Kilometer südlich gelegener, im Bau befindlicher Golfplatz mit touristischer Infrastruktur wie Hotels und angrenzende Wohngebiete für Arbeiter in das Stadtgebiet von Windhoek integriert werden sollen. Somit würde Windhoek um etwa 254 Hektar wachsen.
Daneben unterteilt sich das Stadtgebiet auf zehn Wahlkreise der Hauptstadt-Region Khomas, welchen jeweils ein Councillor (Ratsmitglied) vorsteht und die unter Regionalrats-Vorsitzender Sophia Shaningwa den Regionalrat Khomas Regional Council  bilden.
Um die Sicherheit in der Stadt kümmert sich neben der landesweiten Namibischen Polizei auch die Stadtpolizei Windhoek. Den öffentlichen Personennahverkehr nimmt das stadteigene Unternehmen Windhoek Bus Service wahr.

### Stadthaushalt

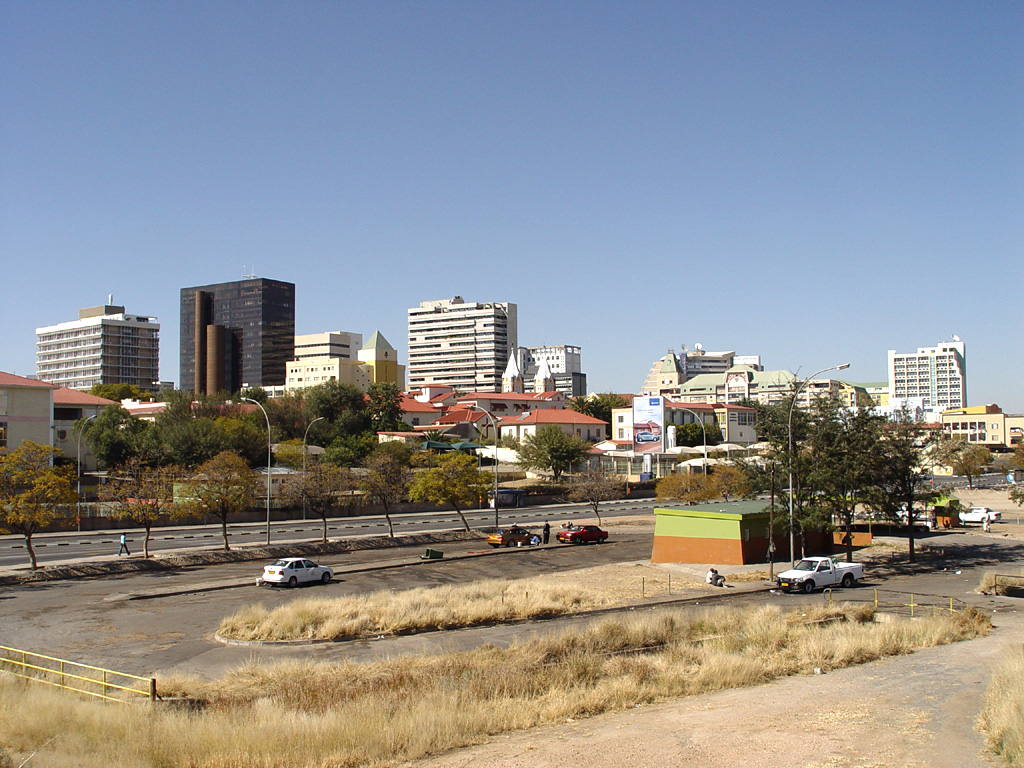
Skyline von Windhoek (von Westen)

Der öffentliche Haushalt der Stadt Windhoek und seines Verwaltungsgebietes wird alljährlich durch den Stadtrat Windhoeks festgelegt. Im Finanzjahr 2010/11 betrug der Vermögenshaushalt 344,8 Mio. Namibia-Dollar (N$), der Verwaltungshaushalt N$ 1682 Mio. Es wurde mit einem Jahresdefizit von sechs Millionen Namibia-Dollar gerechnet.

### Kommunalverwaltung
Bei den Kommunalwahlen 2020 wurde folgendes amtliches Endergebnis ermittelt.
| Partei | Stimmen    | Sitze |
| ------ | ---------- | ----- |
| SWAPO  | 20.250 ▼   | 5 ▼   |
| IPC    | 14.028 NEU | 4 NEU |
| AR     | 8.501 NEU  | 2 NEU |
| LPM    | 7.365 NEU  | 2 NEU |
| PDM    | 5.411 ▲    | 1 ▬   |
| NUDO   | 1.455 ▲    | 1 ▬   |
| Gesamt | 59.778 ▲   | 15    |

## Wirtschaft und Infrastruktur
→ Siehe auch: Wirtschaft Namibias

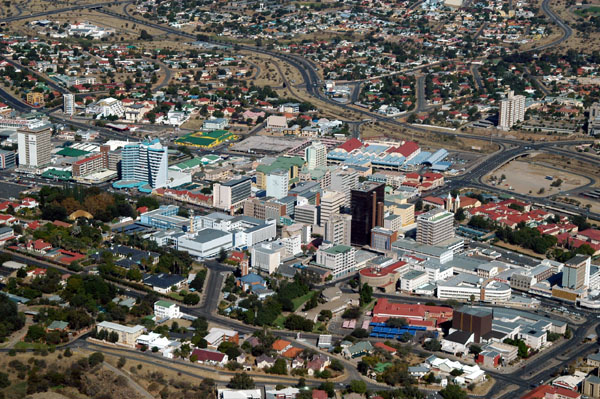
Windhoek-Zentral, wirtschaftliches Zentrum Namibias

Mit rund 20 % der Gesamtbevölkerung Namibias ist Windhoek das mit Abstand bedeutendste Wirtschaftszentrum des Landes. Nahezu alle namibischen oder in Namibia ansässigen Unternehmen haben in Windhoek ihren Sitz, was auch eine anhaltende Zuwanderung aus anderen Landesteilen zur Folge hat, was seinerseits wieder die zentrale Stellung Windhoeks weiter untermauert. Neben der Bank von Namibia, den großen staatlichen Versorgungsunternehmen sowie zahlreichen Dienstleistungsbetrieben der Tourismusindustrie ist Windhoek auch ein bedeutender Messestandort (unter anderem finden hier die Windhoek Show und Namibia Tourism Expo statt) und ein Zentrum der verarbeitenden Industrie. Auch die nationale Wertpapierbörse, die Namibia Securities Exchange befindet sich hier. Neben der Nationalen Rundfunkgesellschaft NBC haben auch die Redaktionen der drei größten Tageszeitungen Namibias (Namibian, Republikein und AZ) ihren Sitz in Windhoek. Namibias größter Privatkonzern Ohlthaver & List hat seinen Hauptsitz in Windhoek-Central.
Die Stadt zählt überregional zu einem der Hauptumschlagsplätze für Karakulschaf-Felle.
Trotz des zahlenmäßig sehr geringen Anteils an der Gesamtbevölkerung sind viele Unternehmen im Besitz deutschnamibischer Eigentümer; das bei einer im weltweiten Vergleich extrem ungleichen Verteilung der Einkommen. Eine bedeutende Rolle spielen auch südafrikanische Unternehmen, die historisch bedingt eng mit der namibischen Wirtschaft verflochten sind.
In Windhoek befinden sich die Einkaufszentren The Grove Mall, die Maerua Mall und im Zentrum Wernhil (bis 2019 Wernhil-Park).
Aufgrund einer anhaltenden Dürre hat Windhoek seit Anfang 2016 eine unsichere Wasserversorgung. Einsparungen von mindestens 40 Prozent wurden empfohlen um Trinkwasser bis zur kommenden Regenzeit bereitstellen zu können. Mittelfristig ist ein Kanal vom Okavango oder eine Pipeline vom Atlantik mit angeschlossener Meerwasserentsalzungsanlage geplant.

### Verkehr

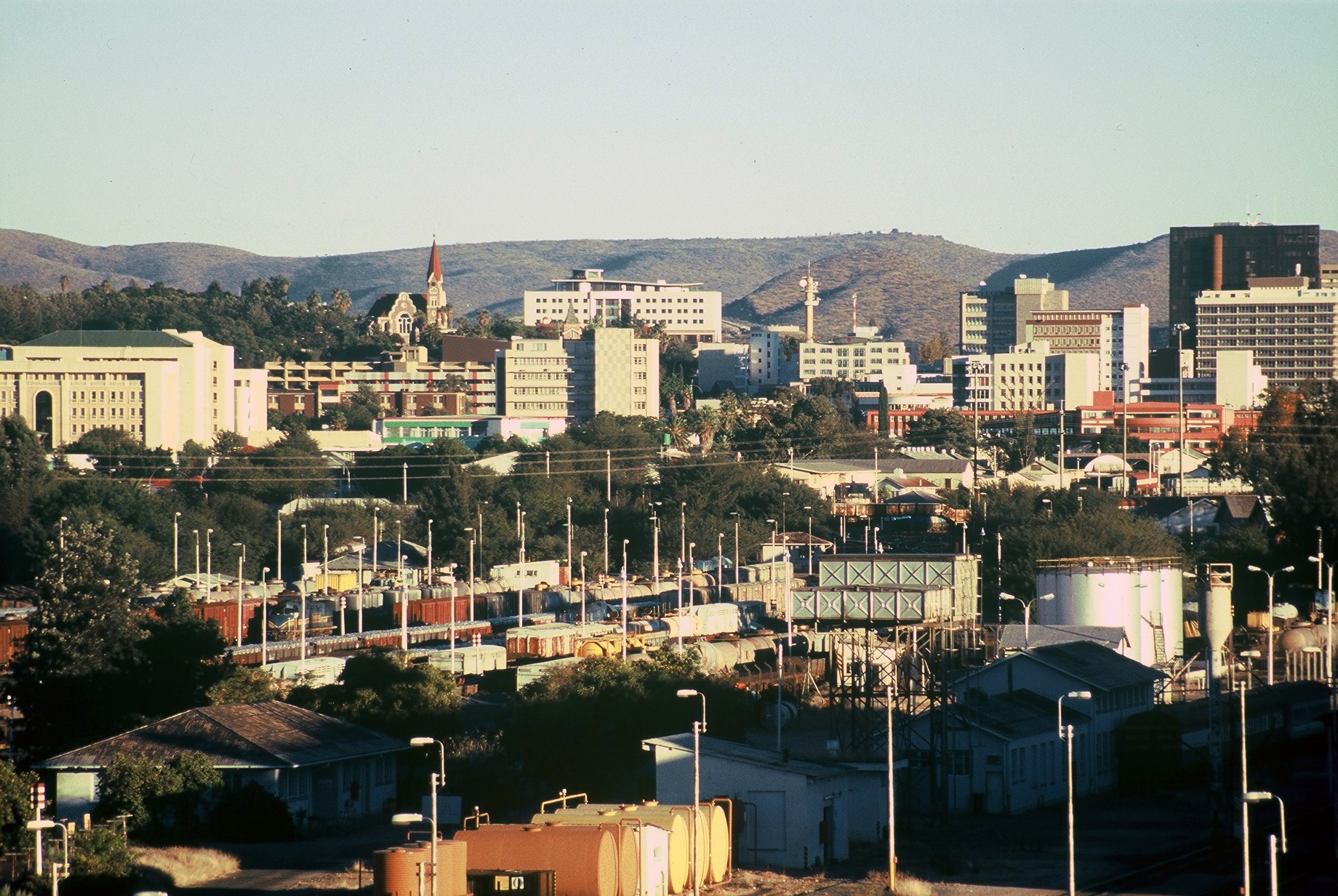
Güterbahnhof Windhoek, Hauptumschlagsplatz der TransNamib

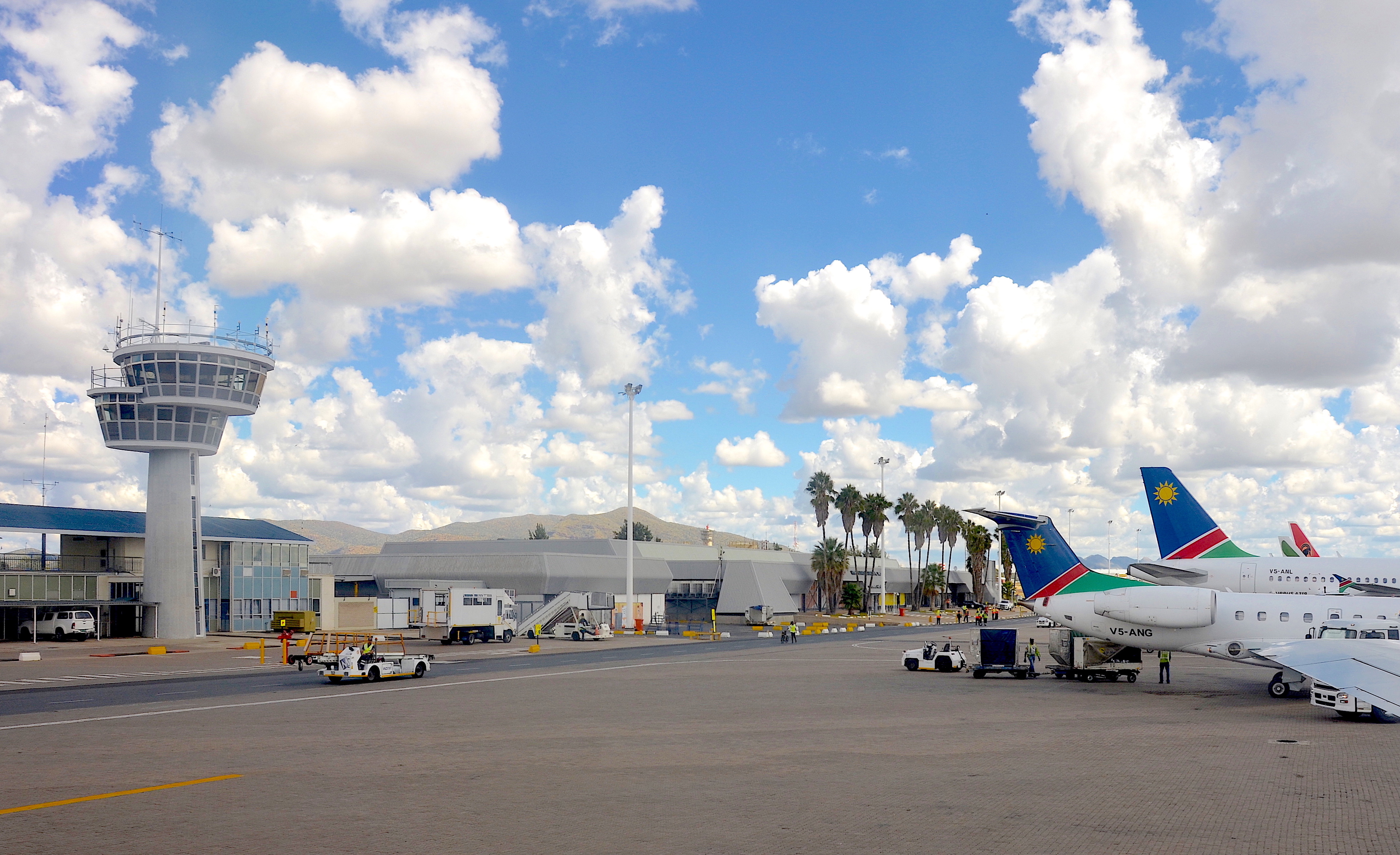
Hosea Kutako International Airport mit Kontrollturm (2017)

Aufgrund der zentralen geographischen Lage und der herausragenden wirtschaftlichen Stellung ist Windhoek der Hauptverkehrsknotenpunkt des namibischen Straßen-, Schienenverkehrs- und Luftfahrtnetzes.
In Windhoek kreuzen sich die beiden wichtigsten Straßenverbindungen: die in Nord-Süd-Richtung verlaufende Nationalstraße B1 von Kapstadt/Südafrika nach Luanda/Angola und der in Ost-West-Richtung verlaufende Trans-Kalahari-Highway (B2 und B6) vom Atlantik zum Indischen Ozean. Durch den autobahnähnlich ausgebauten „Western Bypass“, der Windhoek halbbogenförmig als Schnellstraße umgeht, bleibt der Stadtkern vom Durchgangsverkehr weitgehend verschont. Eine bedeutende Straße ist auch die Independence Avenue.
Auch Bahnstrecken der TransNamib aus Gobabis (im Osten), Keetmanshoop (im Süden), Swakopmund (im Westen) und Tsumeb (im Norden) laufen hier zusammen. Der namibische Schienenverkehr spielt vor allem im Gütertransport eine bedeutende Rolle. Daneben befährt der in jüngster Zeit durch den Fremdenverkehr beworbene Desert Express regelmäßig die Strecke Windhoek–Swakopmund. In unregelmäßigen Abständen werden auch Lüderitz oder Tsumeb/Etosha-Nationalpark angefahren. Ansonsten findet Personenverkehr in erster Linie auf der Straße statt, entweder als Individualverkehr oder auch als Überland-Busverkehr zu innernamibischen, südafrikanischen und botswanischen Zielen.
Windhoek verfügt über zwei Flughäfen: Den am südlichen Stadtrand liegenden Inlandsflughafen „Flughafen Windhoek-Eros“ und den etwa 40 Kilometer östlich der Stadt gelegenen Internationalen Flughafen Windhoek „Hosea Kutako“ (größter Flughafen Namibias). Von hier aus bedienen regionale und internationale Fluggesellschaften regionale und internationale Ziele.

### Öffentliche Einrichtungen
Im Zentrum von Windhoek befindet sich sowohl das größte Krankenhaus Namibias (Zentralkrankenhaus Windhoek) wie auch die größte Justizvollzugsanstalt des Landes (Windhoeker Justizvollzugsanstalt, ehem. Windhoeker Zentralgefängnis) (beide in Windhoek-West). Zudem befinden sich weitere Krankenhäuser in der namibischen Hauptstadt, wie unter anderem das Katutura State Hospital, das Khomas Medical Center (KMC) und das Lady Pohamba Private Hospital (LPPH). Das alte Gefängnis war bis 1963 in Betrieb.
Der Hauptfriedhof der namibischen Hauptstadt ist der Gammams-Friedhof in Windhoek-Pionierspark.

### Tourismus
Obwohl der Tourismus in der Namibischen Hauptstadt Windhoek eine eher untergeordnete Rolle spielt, ist dieser schon seit Mitte der 1990er Jahre etabliert. Die Besichtigungstouren durch das ehemalige Township Katutura haben ihren Ursprung vom Nachbarland Südafrika. Dieser sogenannte Slumtourismus (auch Armutstourismus genannt) führte seit seiner Entstehung, bis heute, zu medialem Aufsehen, öffentlicher Empörung und wurde Gegenstand wissenschaftlicher Forschung.
Gastronomiebetriebe von touristischer Bedeutung sind Joe’s Beerhouse in Windhoek-Eros und The Stellenbosch Wine Bar in Windhoek-Ludwigsdorf, welche beide in den meisten Reiseführern angeführt sind.
Windhoek verfügt seit 1966 mit dem Windhoek International Convention Centre über ein Kongresszentrum.

## Kunst und Kultur

Gründerzeitliche Architektur an der Independence Avenue, gegenüber dem Zoo Park

Blick auf den Supreme Court und Christuskirche

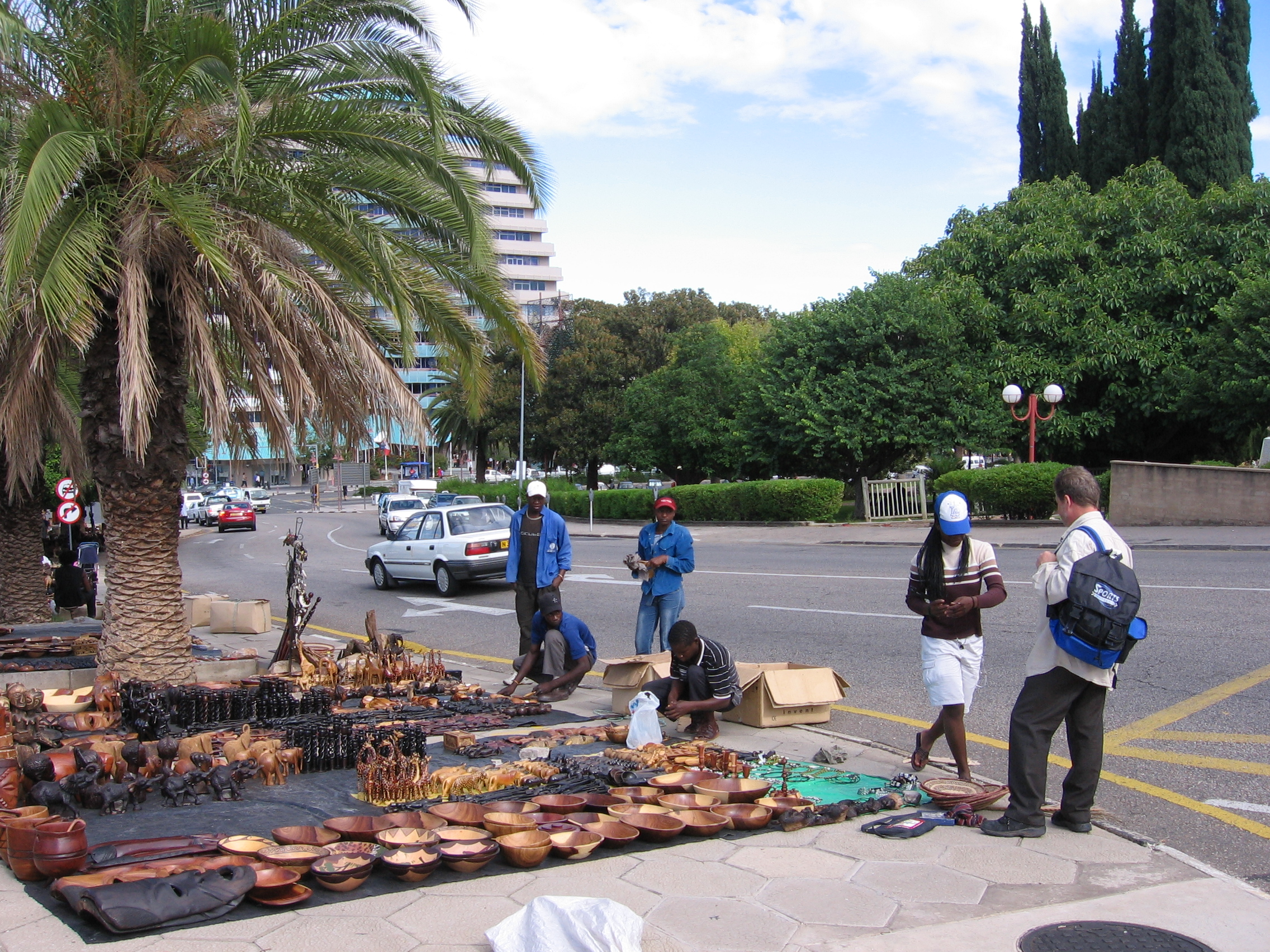
Kunsthandwerk im Straßenverkauf

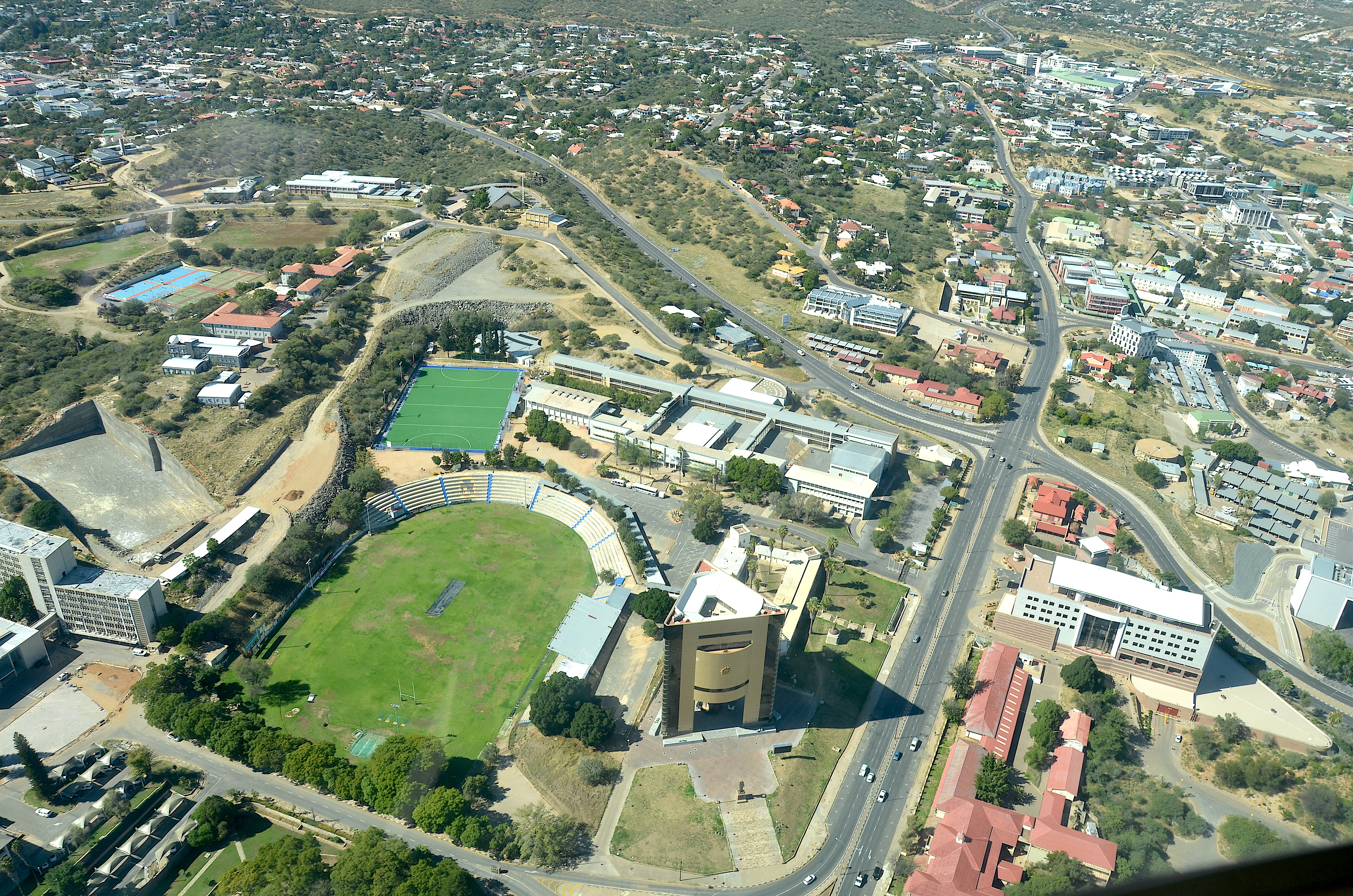
Unabhängigkeits-Gedenkmuseum, Luftaufnahme (2017)

Windhoek galt jahrzehntelang als die sauberste Hauptstadt Afrikas (gab den Titel jedoch 2015 an Kigali ab). In einer Rangliste der Städte nach ihrer Lebensqualität belegte Windhoek im Jahre 2018 den 130. Platz unter 231 untersuchten Städten weltweit.
Die Stadt gilt aufgrund sozialer Sicherheit und dem Nebeneinander der namibischen Volksgruppen als vorbildhaftes Sozialmodell einer afrikanischen Großstadt, wirkt jedoch auch recht beschaulich.
Im Straßenbild der Innenstadt vermitteln kleine Straßencafés und Biergärten den Charakter einer mitteleuropäischen Stadt, mit einer Bausubstanz, die – neben vielen modernen Gebäuden – geprägt ist von wilhelminischer Kolonialarchitektur der Jahrhundertwende. Bedeutende Sehenswürdigkeiten sind koloniale Bauten an der Independence Avenue, die Marien-Kathedrale (1908), die Christuskirche (1911) und der Tintenpalast, sowie die Alte Feste. Seit der Unabhängigkeit entstanden zahlreiche, an der afrikanischen Architektur orientierte Bauten, wie der Neubau des Obersten Gerichtshofs (1990).
Windhoeks Museen und Galerien bieten Ausstellungen zur kulturhistorischen und geologischen Geschichte des Landes sowie zur traditionellen und zeitgenössischen Kunst; insbesondere das Nationalmuseum, das TransNamib-Museum, das Nationale Geowissenschaftliche Nationalmuseum und das Unabhängigkeits-Gedenkmuseum sowie die Nationalgalerie. Typisch für Windhoek sind auch Straßenhändler, die kleines Kunsthandwerk anbieten. Die Nationalbibliothek von Namibia ist die zentrale Archivbibliothek und das nationalbibliografische Zentrum Namibias.
Darstellende Kunst wird im Nationaltheater und im privaten Warehouse Theatre gepflegt. Des Weiteren hat sich – seit der Verlagerung der Windhoeker Brauerei in den Außenbereich der Stadt – die im Zentrum gelegene „Alte Brauerei“ (1902) zum Mittelpunkt der Handwerkskunst entwickelt.
Das zunehmende Selbstbewusstsein der schwarzen Bevölkerungsmehrheit und das wachsende Interesse der Touristen an schwarzafrikanischem Kulturschaffen führten zu einem Zuwachs der öffentlichen Aufmerksamkeit für „schwarzafrikanische“ Kultur. So veranstaltet man:
- das Wild Cinema-Windhoek International Film Festival[24] im März (seit 2002 an verschiedenen Standorten stattfindendes internationales Filmfestival)
- den Windhoek Karneval (WIKA) im April (seit den 1950er Jahren eine Touristenattraktion, die sich in den ersten Jahren der Unabhängigkeit auf eine eher „geschlossene“ Veranstaltungen beschränkte und von anderen Volksgruppen oft nur zur Kenntnis genommen wurde, sich aber in jüngster Zeit als eine offenere Veranstaltung etablierte[25])
- die Namibia Travel Expo im Mai
- die Standard Bank-Biennale (seit 1981 die größte Kunstmesse Namibias. Die Standard Bank-Biennale findet nur jedes zweite Jahr statt und es gibt zurzeit Pläne, sie durch die Bank Windhoek Triennale weiterzuführen)
- das ǀAeǀGams Arts and Cultural Festival (seit 2001 von der Stadt organisiertes Kunst- und Kulturfestival)
- die Kulturwochen von Technischer Universität und Universität in den Monaten August und September
- das Windhoeker Oktoberfest
- die Namibia Youth Expo[26] im Oktober (von Social-Awareness-Organisationen unterstützte internationale Kontaktmesse für junge Startunternehmer und Künstler, um mögliche Sponsoren oder Geschäftspartner kennenzulernen) sowie
- die Sanlam NBC Music Awards im Dezember (neben den Namibian Annual Music Awards in Ongwediva, seit 2002 stattfindender Musikpreis der NBC mit Wettbewerben in den Kategorien Hip-Hop/Afrikanischer Hip-Hop, House, Kwaito, Reggae, R&B/Afro-Pop, Rock ’n’ Roll und verschiedenen traditionellen Musikstilen einschließlich deutschsprachiger volkstümlicher Musik.[27])

## Religion
Mit Ausnahme der in Oniipa ansässigen Evangelisch-Lutherischen Kirche in Namibia (ELCIN), ist Windhoek Sitz aller größeren Kirchen in Namibia: die meisten Einwohner der Stadt sind Mitglieder der Evangelisch-Lutherischen Kirche in der Republik Namibia (ELCRN) beziehungsweise der Römisch-katholischen Kirche in Namibia. Kleinere Gemeinden sind die deutschsprachige Deutsche Evangelisch-Lutherische Kirche in Namibia (ELKIN-DELK), die Anglikanische Kirche des südlichen Afrika und die Vereinigte Kongregationalistische Kirche des südlichen Afrika.
Bedeutende Kirchengebäude sind die evangelische Christuskirche, Bischofssitz der ELKIN-DELK, sowie die katholische Marien-Kathedrale, Hauptkirche des Erzbistums Windhoek.
Siehe auch: Liste der Kirchen in Windhoek

## Sehenswürdigkeiten

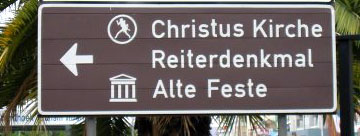
Hinweisschild zu einigen historischen Denkmälern Windhoeks

Wahrzeichen der Stadt sind die Alte Feste, in der das Nationalmuseum von Namibia untergebracht ist, und die 1910 fertiggestellte Lutherische Christuskirche. Das ebenfalls zu dem Ensemble gehörende Reiterdenkmal wurde mittels Lastkran am 25. Dezember 2013 von seinem Sockel vor der Alten Feste gehoben und in die Festung umgesetzt. Der Sockel wurde zerstört. Neben der Alten Feste befindet sich heute das Unabhängigkeits-Gedenkmuseum.
Weitere bedeutende Sehenswürdigkeiten Windhoeks sind unter anderem:
- die Römisch-katholische St. Marien-Kathedrale Windhoek, erbaut 1908
- die Turnhalle, Ort an dem in den 1970er Jahren die verfassungsgebende Turnhallenkonferenz stattfand
- die Alte Brauerei (Old Brewery), ehemaliges Firmengelände der Namibia Breweries
- der Tintenpalast und Parliament-Garden
- die drei Stadt-Burgen Heinitzburg, Schwerinsburg und Sanderburg
- der Zoo Park und der Botanische Garten
- die Gibeon-Meteoriten
- die Kudu Statue

Sehenswert sind auch der Tukondjeni Market (Tukondjeni Markt) und das Penduka Project Centre
der dichter bevölkerten Stadtteile Katutura und Khomasdal. Außerhalb der Stadt liegt der Nationale Heldenacker.

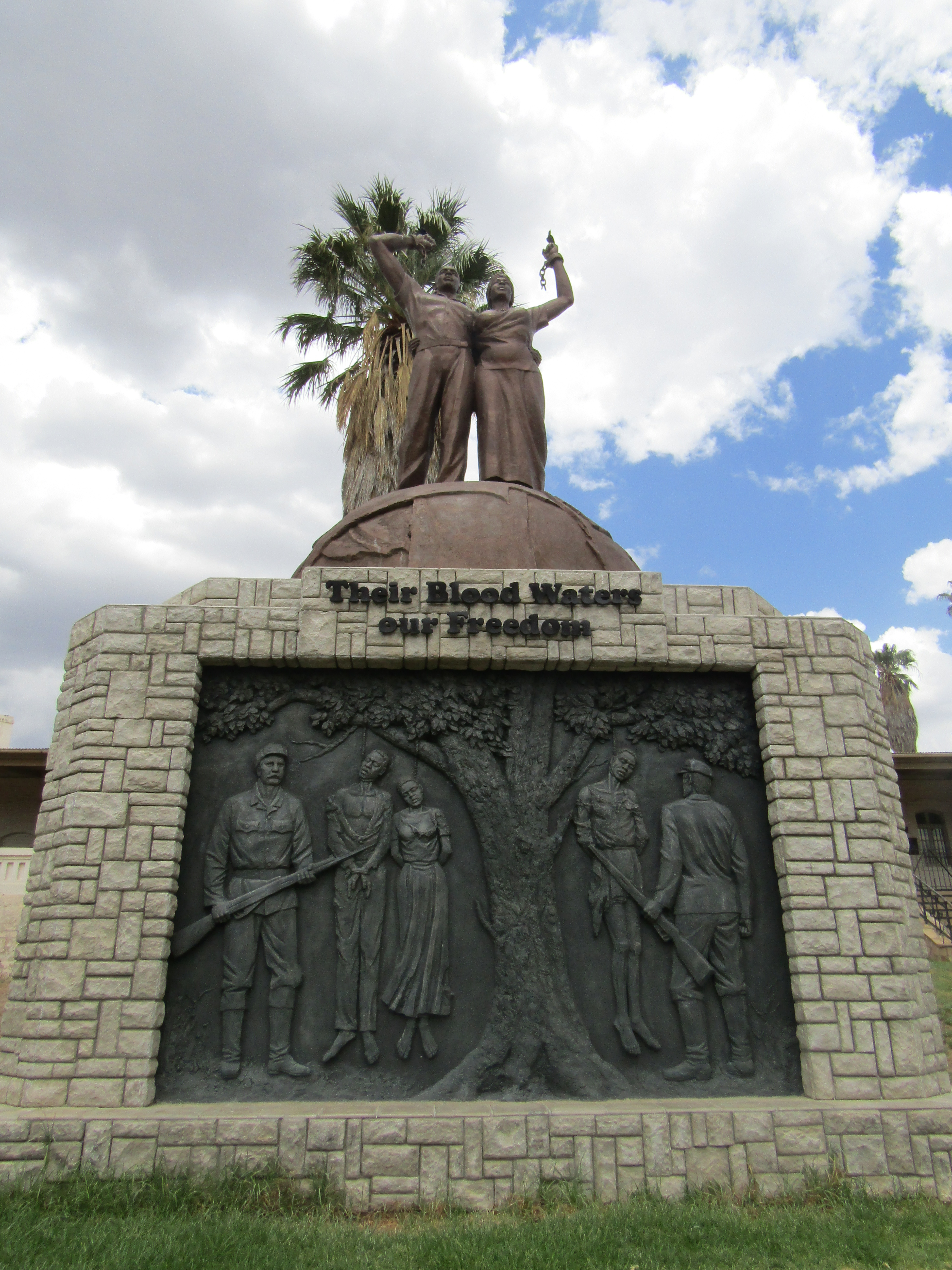
Völkermord-Denkmal vor der Alten Feste
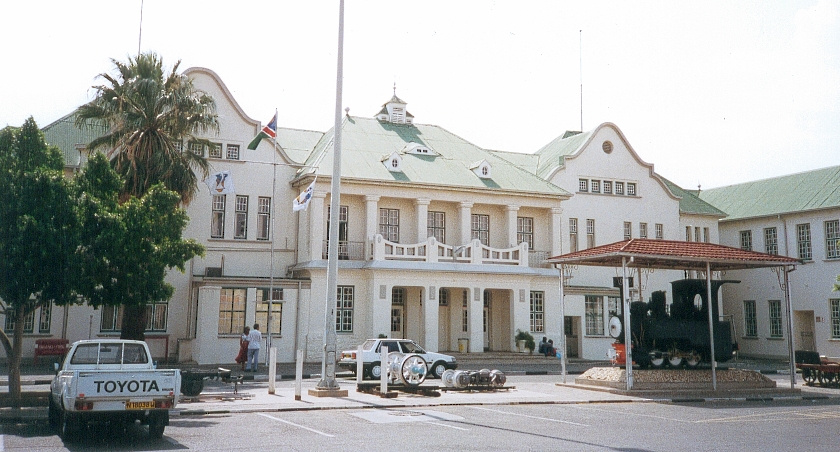
Bahnhof Windhoek mit dem TransNamib-Museum
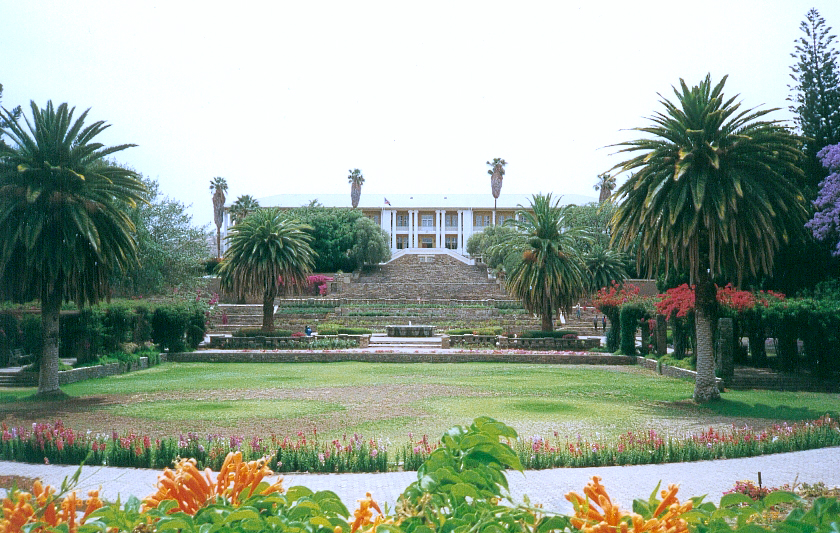
„Tintenpalast“, Sitz des Parlaments von Namibia
State House in Auasblick
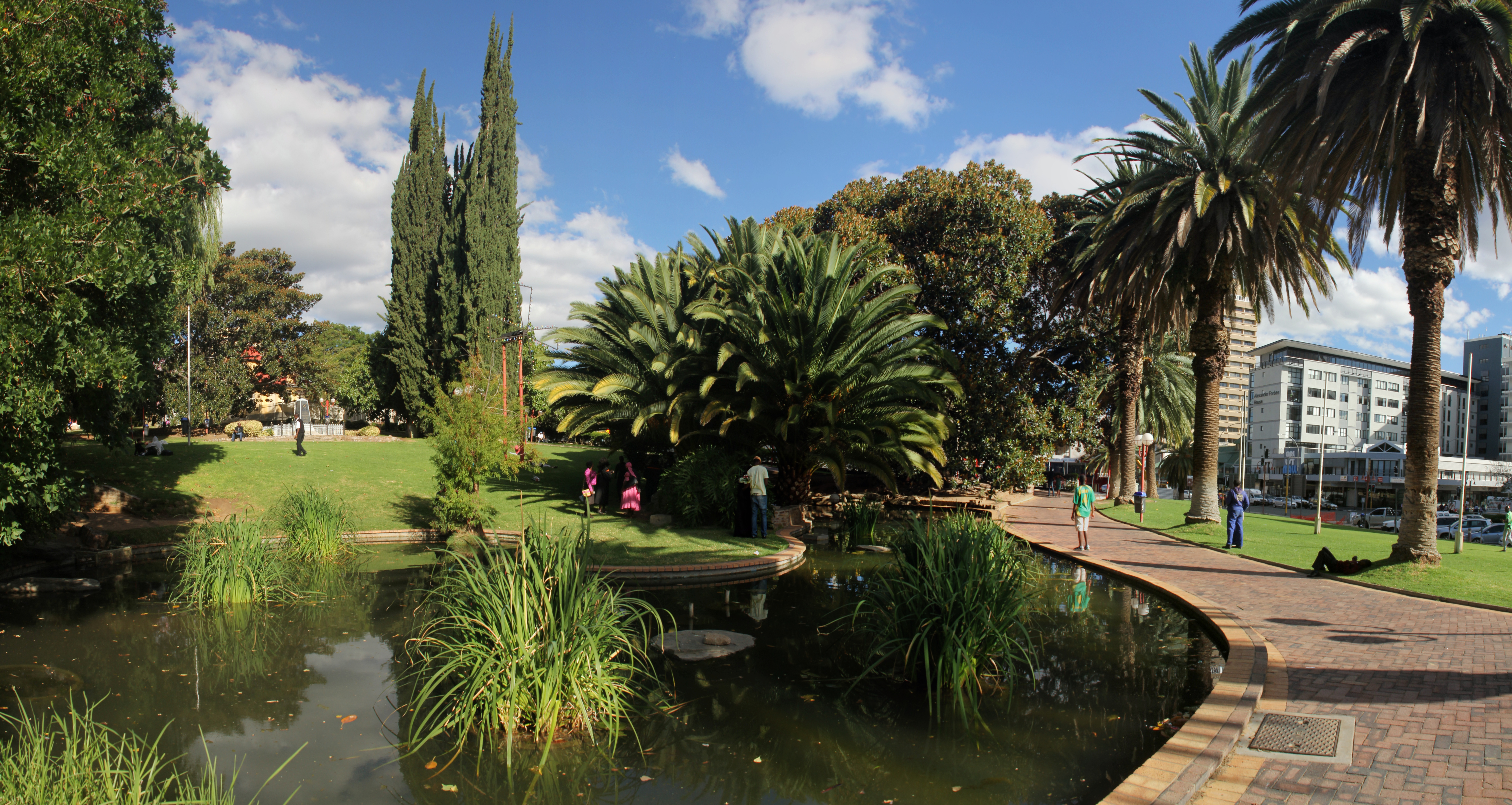
Zoo Park, beliebter Treff und Veranstaltungsort
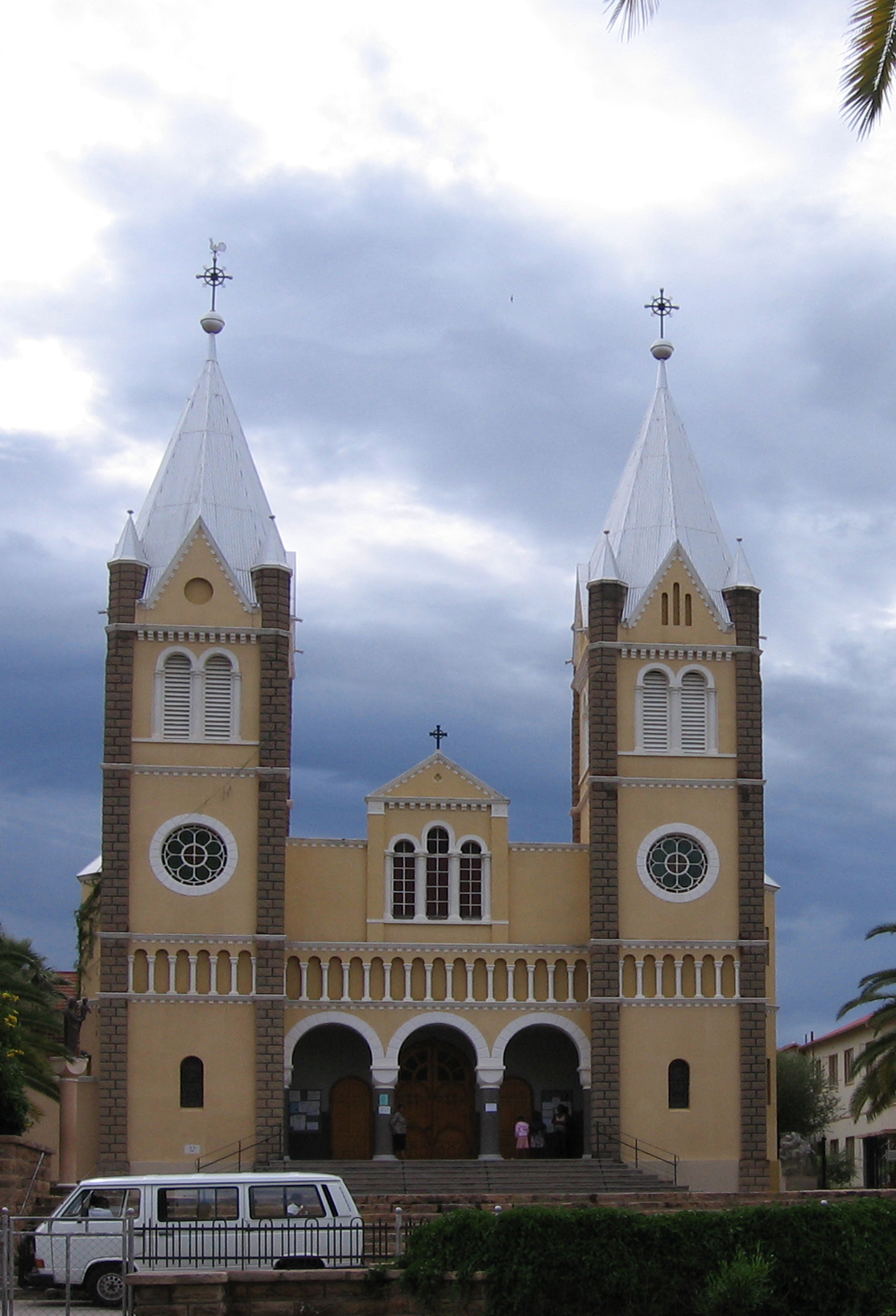
Katholische Marien-Kathedrale
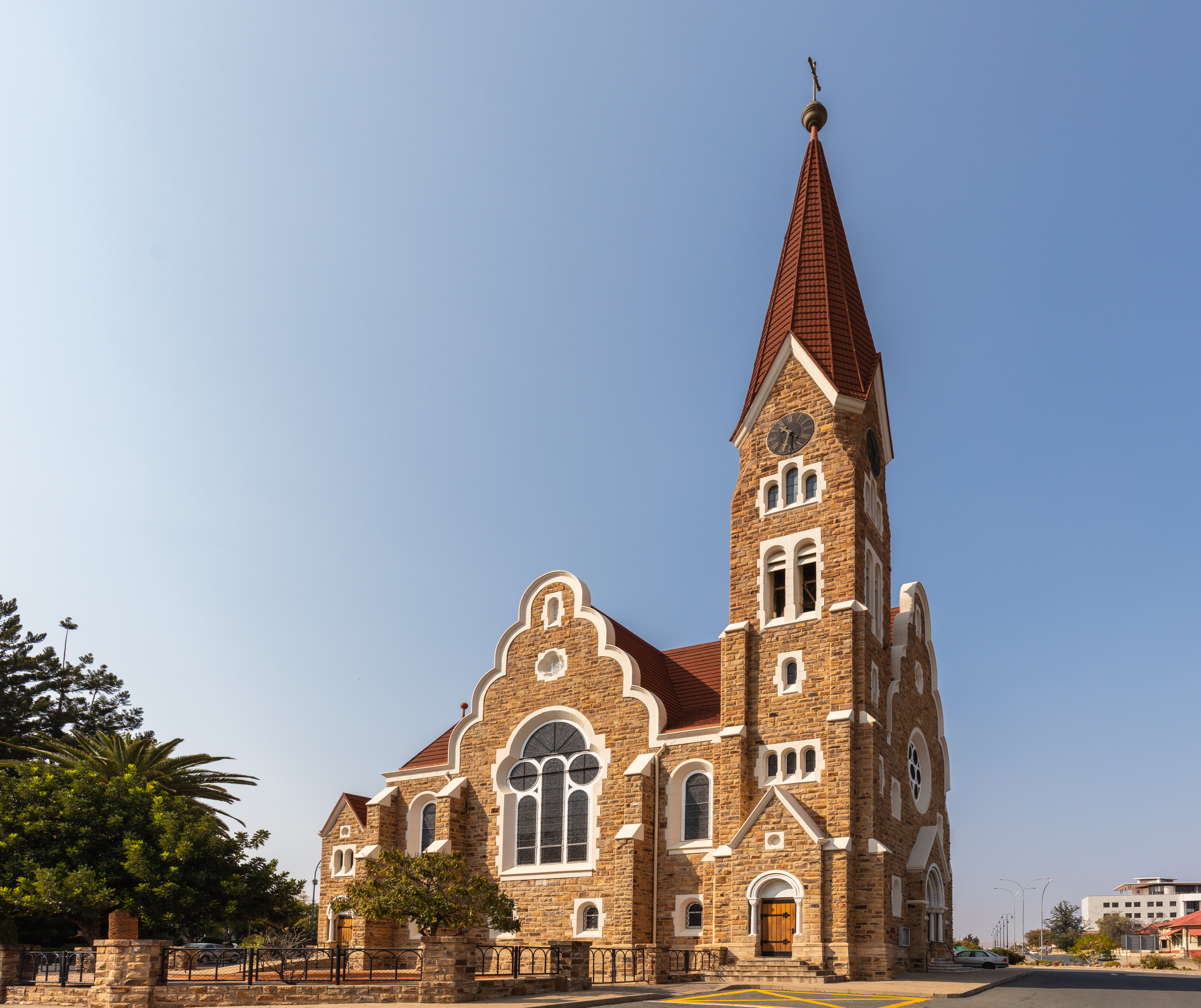
Lutherische Christuskirche
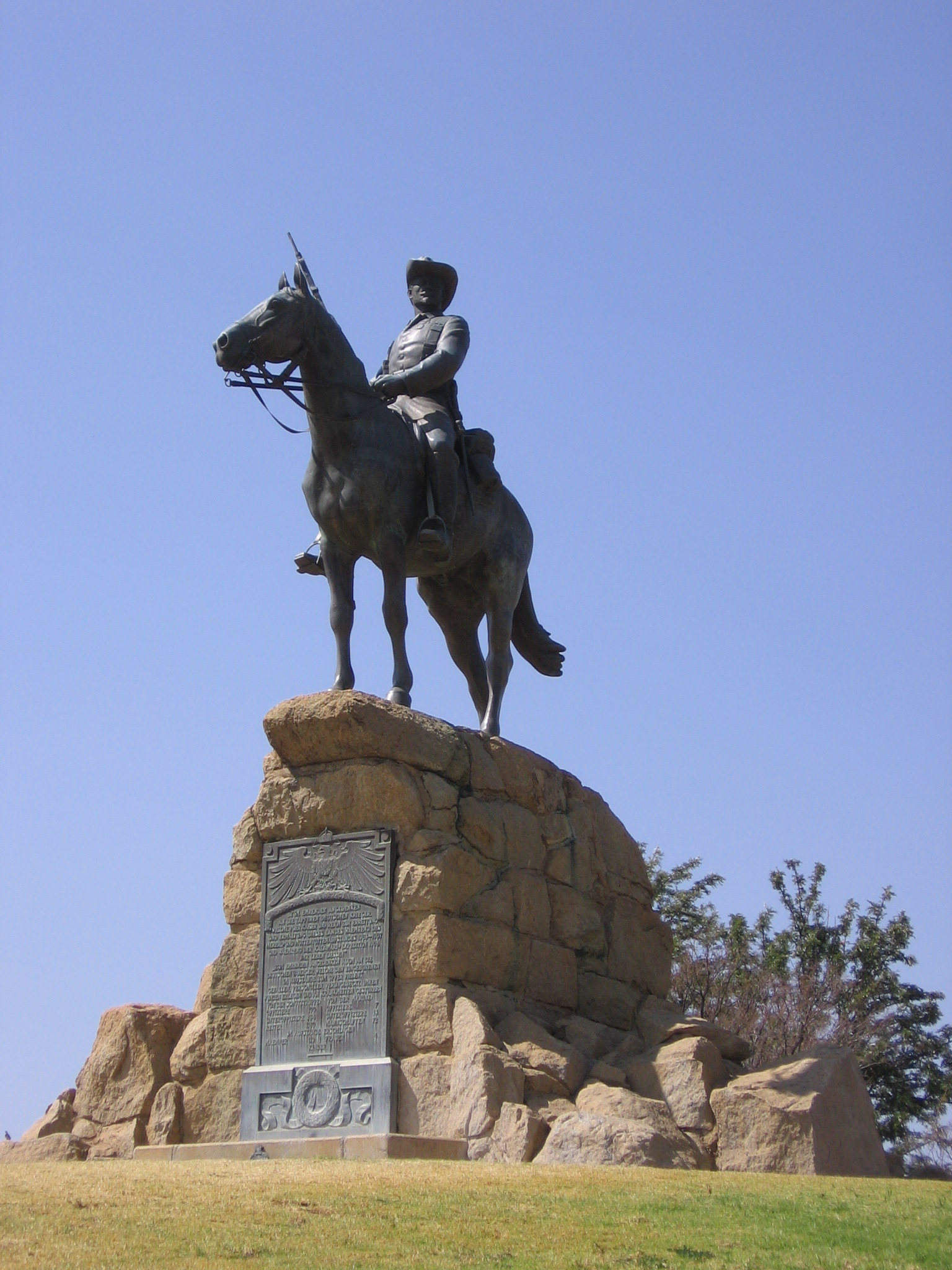
Südwester Reiter, offiziell „Reiterdenkmal“ genannt, vor dem Umzug in die Alte Feste
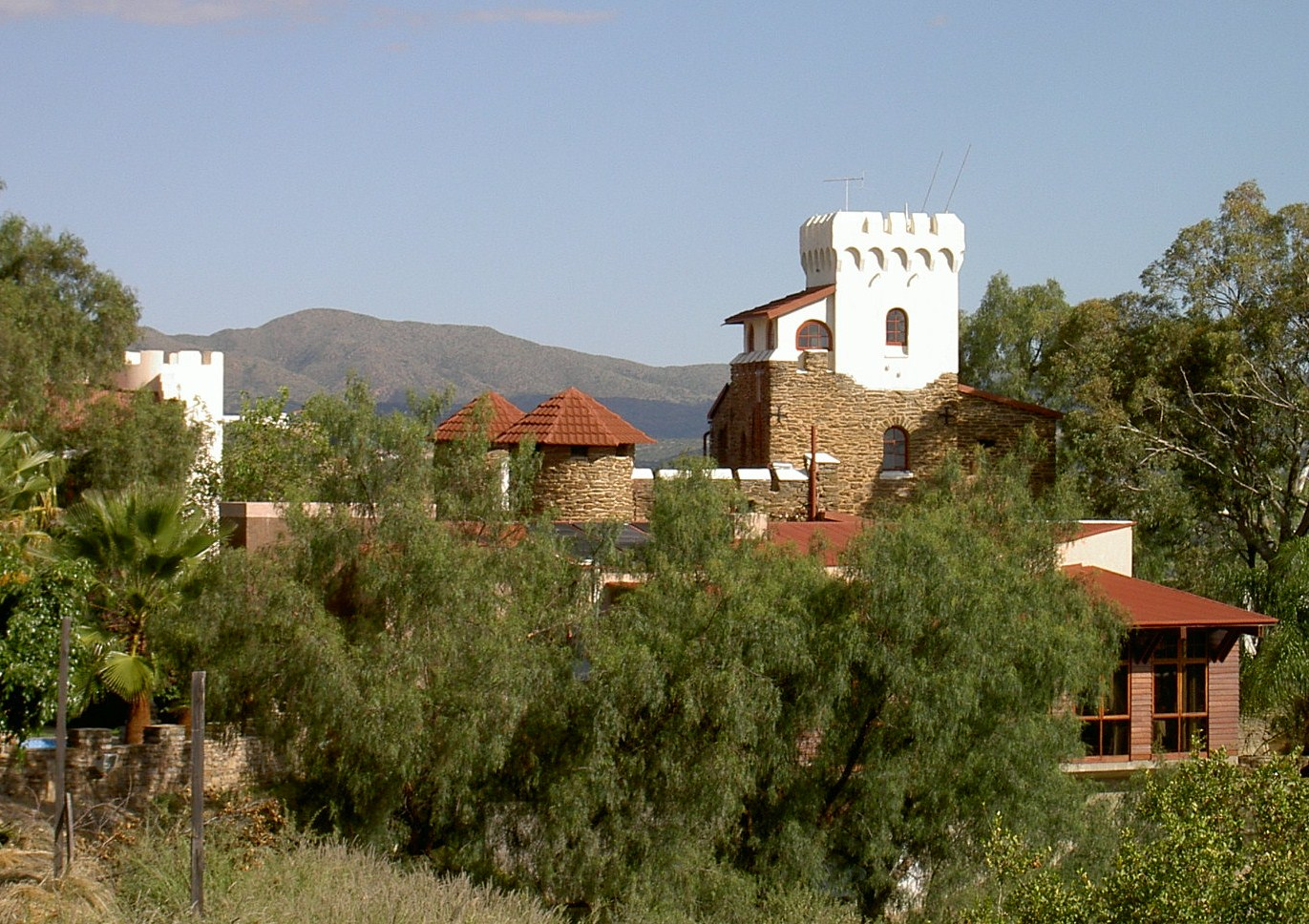
Heinitzburg
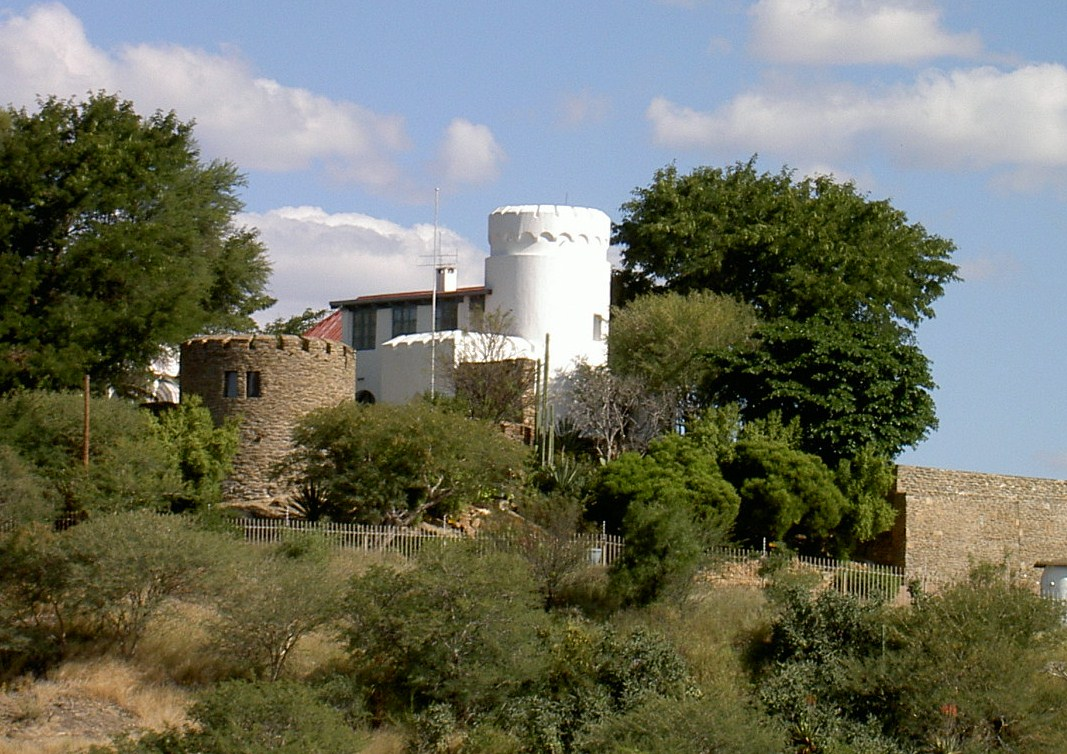
Schwerinsburg
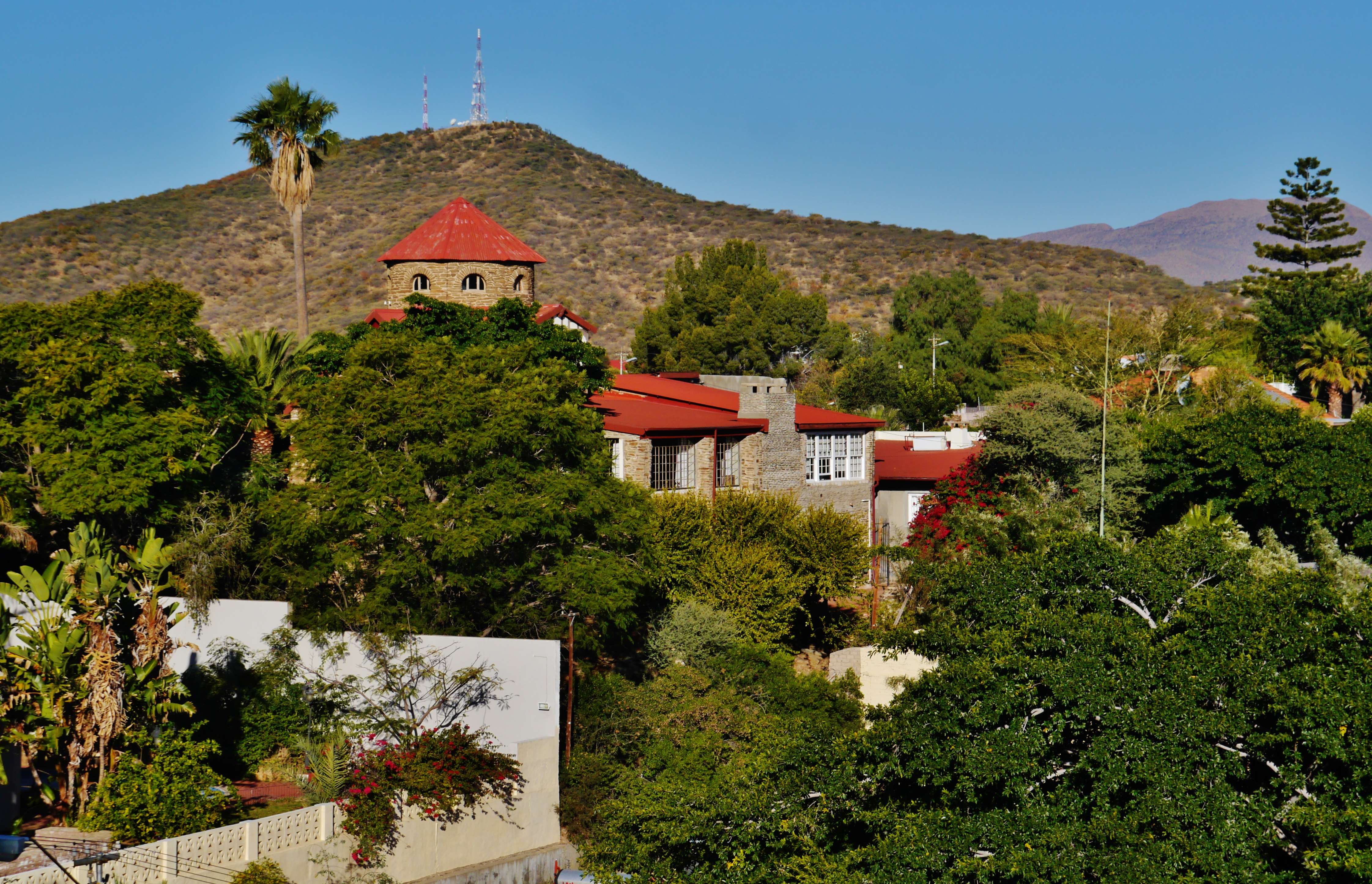
Sanderburg

## Bildung und Sport
Seit der Unabhängigkeit wurde Windhoek schrittweise zu einem Bildungs- und Forschungsstandort ausgebaut, insbesondere in den Bereichen Sozialwissenschaften und Umweltwissenschaften/-forschung. Die 1992 gegründete Universität von Namibia zählt mittlerweile über 10.000 Studenten und zusammen mit der International University of Management, der Namibia University of Science and Technology und anderen Hochschulen beläuft sich die Zahl der Studenten in Windhoek auf über 30.000. Daneben gibt es in Windhoek zahlreiche nationale und internationale Forschungsinstitute: unter anderem die Namibia Wissenschaftliche Gesellschaft, die Stiftung für Wüstenforschung in Namibia, das National Botanical Research Institute, das Labour Resource and Research Institute, die Namibia Nature Foundation, die Namibia Economic Policy Research Unit und eine Abteilung des Max-Planck-Institut für Astronomie (H.E.S.S.).

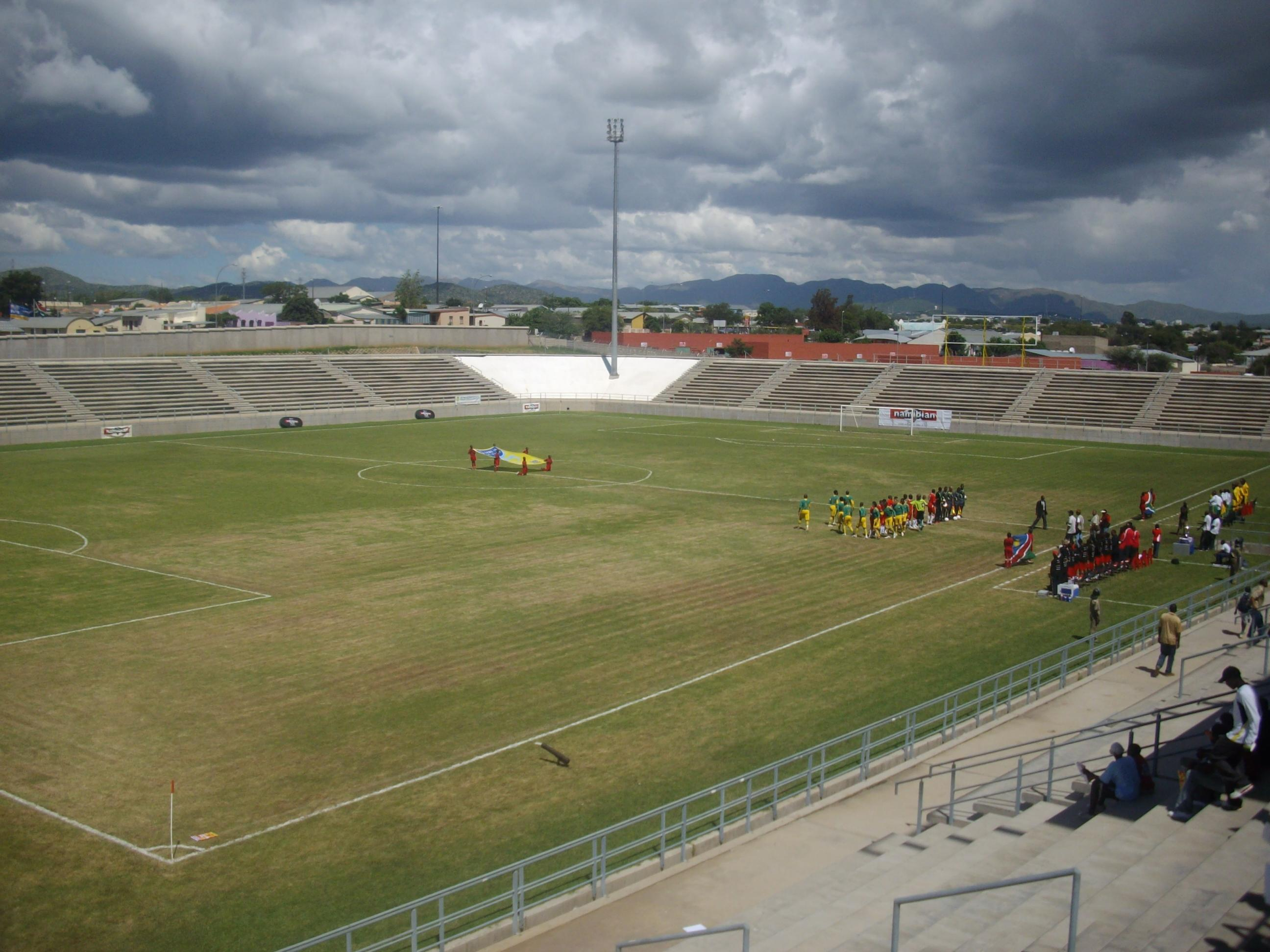
Sam-Nujoma-Stadion

Schulbildung in Namibia wird durch staatliche Organisationen wie dem National Institute for Educational Development und Nichtregierungsorganisationen wie EduVentures in Projekten wie dem Bernard Nordkamp (BNC) und dem Katutura Community Arts Centre (KCAC) unterstützt. Die Analphabetenquote im namibischen Durchschnitt beläuft sich immer noch auf 16,2 % (7,7 % der 15- bis 24-jährigen, mit einem geringeren Prozentsatz für die Stadtbevölkerung).
Windhoeker Schulen von internationalem Rang sind die Internationale Schule Windhoek (WIS) und die Deutsche Höhere Privatschule Windhoek (DHPS).
Viele der sportlichen Einrichtungen Windhoeks befinden sich in den südlichen Stadtteilen Olympia und Kleine Kuppe (wie das Independence Stadium (Namibia) der Namibischen Fußballnationalmannschaft und das Hage-Geingob-Stadion der Namibischen Rugby-Union-Nationalmannschaft) sowie in den nordwestlichen Stadtteilen Katutura und Khomasdal (wie das Sam-Nujoma-Stadion).
Fußball ist in Namibia Nationalsport, und von den zwölf Fußballvereinen der Namibia Premier League stammen sieben aus Windhoek. Größter Sportverein in Windhoek ist der SK Windhoek mit über 900 Mitgliedern.

## Städtepartnerschaften
Die Stadt Windhoek ist (Stand: Februar 2019) 17 Städtepartnerschaften eingegangen.
| Abbotsford, Kanada Berlin, Deutschland, seit 18. April 2000 Bremen, Deutschland, seit 18. April 2000 informell, seit 2024 formell Douala, Kamerun, seit 31. August 2000 Drakenstein, Südafrika, seit 9. Mai 2012 Gaborone, Botswana, seit 23. August 2001 Harare, Simbabwe, seit 8. November 2000 Havanna, Kuba, seit 23. Oktober 2001 Johannesburg, Südafrika Kadoma, Simbabwe | Kingston, Jamaika, seit Januar 2018 Lusaka, Sambia Nanjing, China, seit 16. April 2015 Richmond, Virginia, USA, seit 20. März 1998 San Antonio, USA (seit 26. Oktober 2016) Shanghai, China, seit 1. Juni 1996 St. Andrew, Jamaika, seit August 2018 Trossingen, Deutschland, seit 1997 Vantaa, Finnland, seit 13. August 2002 |

### Weitere Partnerschaften (keine offiziellen Städtepartnerschaften)
| Brazzaville, Rep. Kongo, seit 27. Juli 2011 Chongqing, China, seit September 2013 Lephalale, Südafrika | Suzhou, China, 2. September 2019 (Städtefreundschaft) Wetzlar, Deutschland |

### Inländische Abkommen
| Aranos, seit 13. März 2003 Eenhana, seit 17. April 2002 Gibeon, seit 11. März 2003 Gochas, seit März 2020 Helao Nafidi, seit August 2009 Katima Mulilo, seit 23. August 2017 Lüderitz, seit 14. März 2003 Maltahöhe, seit 12. April 2002 Mariental, seit 11. März 2003 Nkurenkuru, seit 19. September 2013 Okakarara, seit August 2009 | Ongwediva, seit 17. April 2002 Ondangwa, seit 17. April 2002 Opuwo, April 2013 Otjiwarongo, 2008–2013, 2016–2021, 2022–2027 Outapi, seit 17. April 2002 Oshakati, seit 18. April 2002 Otavi, seit April 2013 Rehoboth, seit 14. März 2003 Stampriet, seit 13. März 2003 Usakos, seit April 2013 Walvis Bay, seit 8. Oktober 2002 |

Quelle: Stadt Windhoek

## Persönlichkeiten

### Söhne und Töchter der Stadt
- Rolf von Goth (1906–1981), deutscher Schauspieler und Hörspielregisseur
- Ursula Vogel-Weidemann (1930–1997), deutsch-südafrikanische Althistorikerin
- Fanuel Kozonguizi (1933–1995), Jurist und Politiker
- Hellmut R. Toelken (* 1939), namibisch-australischer Botaniker
- Nora Schimming-Chase (1940–2018), Politikerin und Bürgerrechtlerin
- Jerry Ekandjo (* 1947), Politiker der SWAPO
- André du Pisani (* 1949), Politikwissenschaftler
- Utoni Nujoma (* 1952), Politiker und seit 2015 Minister für Landreform
- Giselher W. Hoffmann (1958–2016), Schriftsteller
- Hanno Rumpf (1958–2019), deutsch-namibischer Politiker (SWAPO) und Diplomat
- Jennifer Van den Heever (* 1962), Politikerin, für PDM Mitglied der Nationalversammlung
- Obeth Kandjoze (* 1966), Politiker der SWAPO
- Frank Fredericks (* 1967), Leichtathlet und Olympiateilnehmer
- Sven Thieme (* 1968), Manager und Vorstandsvorsitzender von Ohlthaver & List
- Juanita du Plessis (* 1972), Sängerin
- Michelle McLean-Bailey (* 1972), Model und Medienpersönlichkeit; Miss Namibia 1991; Miss Universe 1992
- Nannie de Villiers (* 1976), ehemalige südafrikanische Tennisspielerin
- Collin Benjamin (* 1978), Fußballspieler
- Muesee Kazapua (* 1980), Politiker der SWAPO und von 2014 bis 2019 Bürgermeister von Windhoek
- Oliver Risser (* 1980), deutsch-namibischer Fußballspieler
- Gaby Ahrens (* 1981), Sportschützin und Olympiateilnehmerin
- Erik Hoffmann (* 1981), deutsch-namibischer Radrennfahrer und Olympiateilnehmer
- Frank Schütte (* 1981), evangelisch-lutherischer Theologe
- Wilko Risser (* 1982), deutsch-namibischer Fußballspieler
- Beate Baumgartner (* 1983), österreichisch-namibische Sängerin
- Eric Sell (auch ees-y EES oder EES; * 1983), Musiker und Musikproduzent
- Julius Indongo (* 1983), Profiboxer im Halbweltergewicht und ehemaliger Weltmeister
- Leonie von Hase (* 1985), deutsche Schönheitskönigin
- Sedekia Haukambe (* 1985), Fußballspieler
- Michael Lerchl (* 1986), Fußballspieler
- Venantia Otto (* 1987), Fotomodell
- Jurgens Strydom (* 1987), Tennisspieler
- Lazarus Kaimbi (* 1988), Fußballspieler
- Maximilian Mbaeva (* 1989), Fußballspieler
- Sam Nujoma der Jüngere (* 1991), Politiker
- Manfred Starke (* 1991), deutsch-namibischer Fußballspieler
- Costa Seibeb (1992–2017), Radrennfahrer
- Vera Adrian (* 1993), Radsportlerin
- Christina Brabetz (* 1993), deutsch-südafrikanische Violinistin
- Till Drobisch (* 1993), Radrennfahrer
- Zane Green (* 1993), Cricketspieler
- Sandra Starke (* 1993), deutsch-namibische Fußballspielerin
- Neville Tjiueza (* 1993), Fußballspieler
- Esperance Luvindao (* 1994), Ärztin und Politikerin
- Gerhard Erasmus (* 1995), Cricket-Spieler
- Lesedi Jacobs (* 1997), Tennisspielerin
- Tristan de Lange (* 1997), Radsportler
- Dante Beukes (* 2003), Schachspieler
- Tuane Silver (* 2004), Leichtathletin

### Persönlichkeiten, die mit der Stadt verbunden sind
- Gustav Voigts (1866–1934), einer der ersten deutschen Landwirte im damaligen deutschen Schutzgebiet Deutsch-Südwestafrika und Bürgermeister von Windhoek
- Margarethe von Eckenbrecher (1875–1955), deutsche Lehrerin und Kolonialautorin
- Joseph Wood (1876–?), Pfarrer und Politiker in Südwestafrika, von 1927 bis 1929 Bürgermeister von Windhoek
- Carl List (1880–1959), deutsch-namibischer Unternehmer und Bankkaufmann, mit Hermann Ohlthaver Gründer von Ohlthaver & List
- John Meinert (1886–1946), deutsch-namibischer Geschäftsmann, von 1929 bis 1938 Bürgermeister von Windhoek
- Adolph Jentsch (1888–1977), namibischer Landschaftsmaler deutscher Abstammung
- Abraham Bernard May (1912–1993), südafrikanisch-namibischer Chirurg und Bürgermeister von Windhoek
- Ernst Guenter Erich Kaschik (1932–2000), Ökonom und Politiker, von 1974 bis 1976 Bürgermeister von Windhoek
- Mburumba Kerina (1932–2021), Politiker, Parteiengründer, Professor, Autor und Erfinder des Namens „Namibia“
- Bonifatius Hausiku (1933/35–2002), Priester und erster Erzbischof von Windhoek, sowie erster schwarzer katholischer Bischof von Namibia
- Klaus Dierks (1936–2005), einer der bedeutendsten Verkehrsplaner und Ingenieure in Namibia
- Matheus Shikongo (1950–2021), Politiker und ehemaliger Bürgermeister von Windhoek
- Anton Lubowski (1952–1989), deutsch-namibischer Rechtsanwalt und Aktivist, sowie Generalsekretär der SWAPO
- Björn von Finckenstein (1958–2021), deutsch-namibischer Arzt und Politiker, Mitglied des Stadtrates und ehemaliger Bürgermeister Windhoeks
- Barbara Kahatjipara (* 1975), internationales Fotomodell